# Christian Karl Reinhard (Leiningen-Dagsburg-Falkenburg)

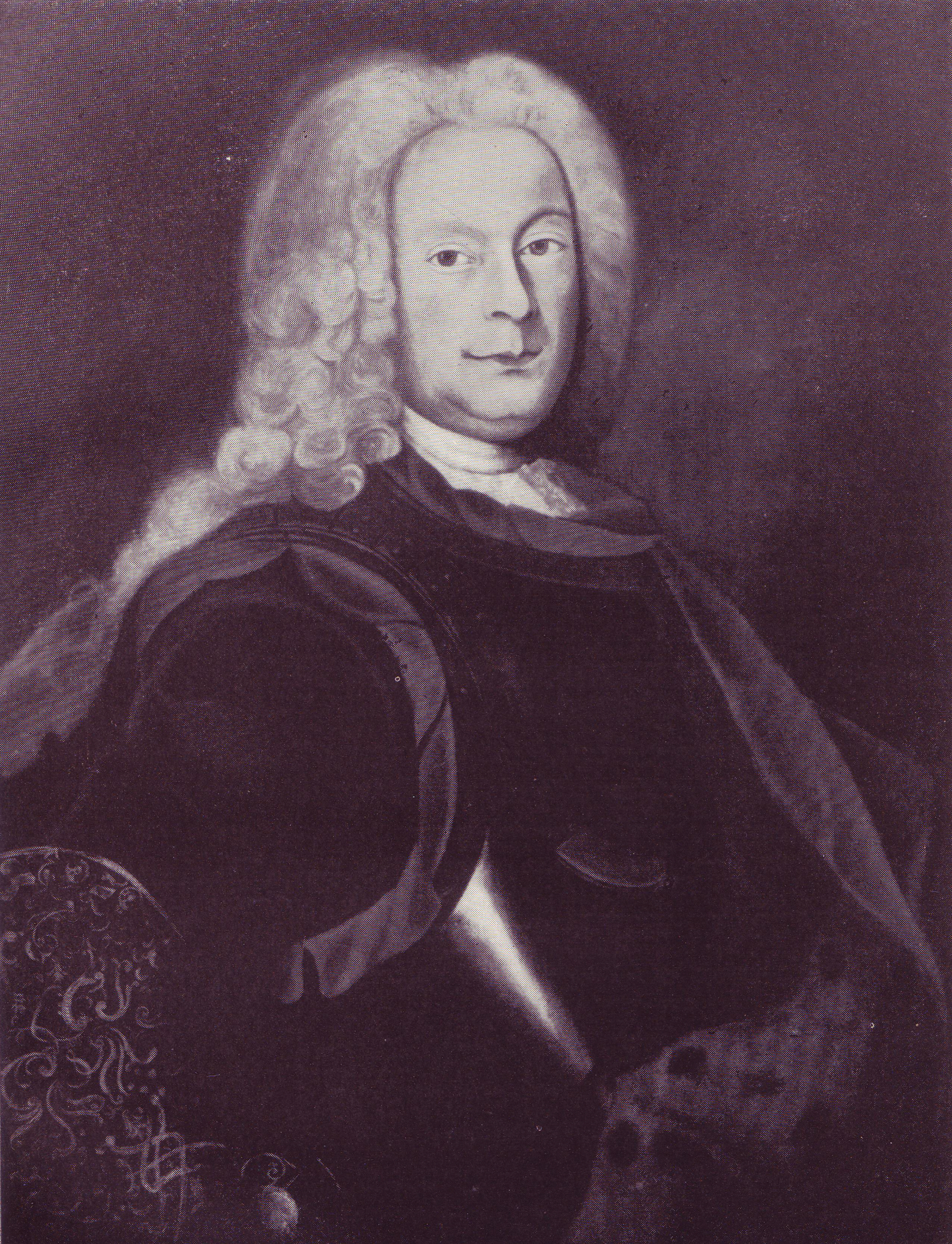
Christian Carl Reinhard von Leiningen-Dagsburg

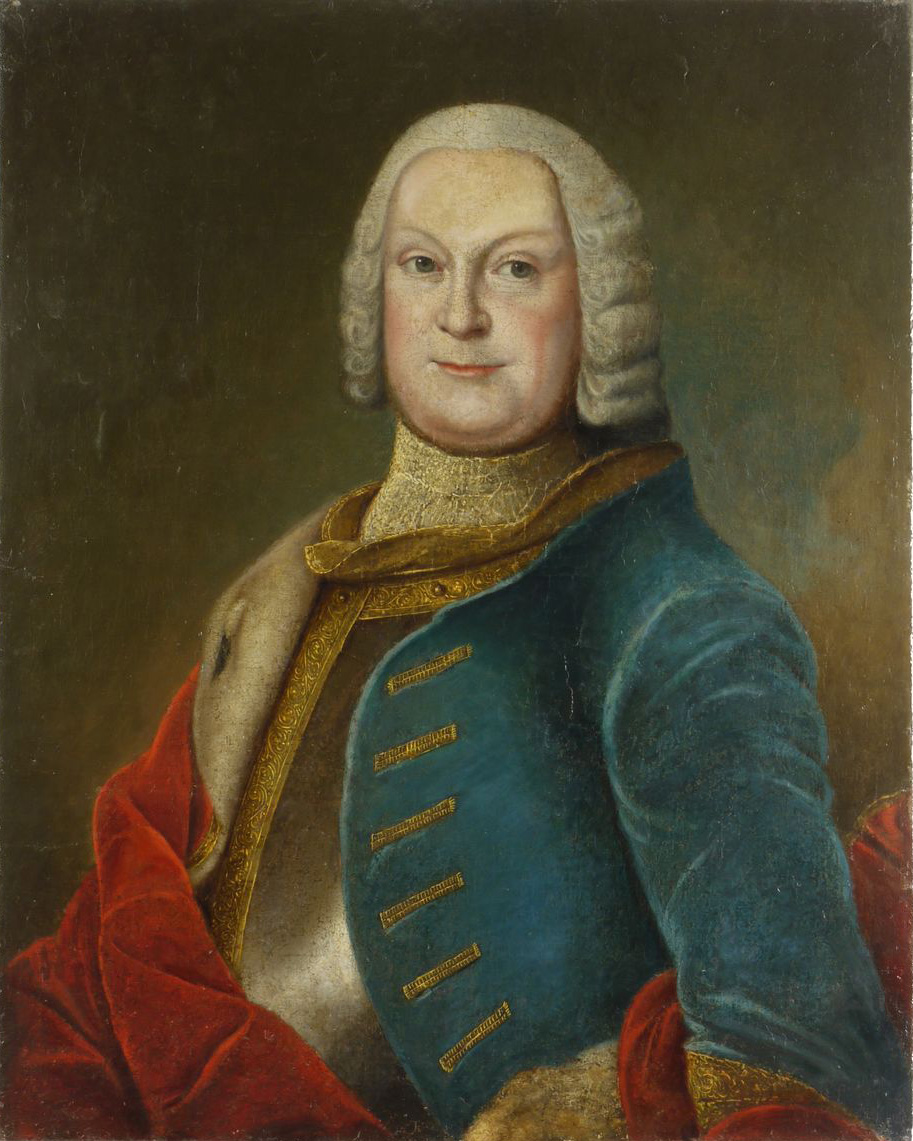
Weiteres Porträt

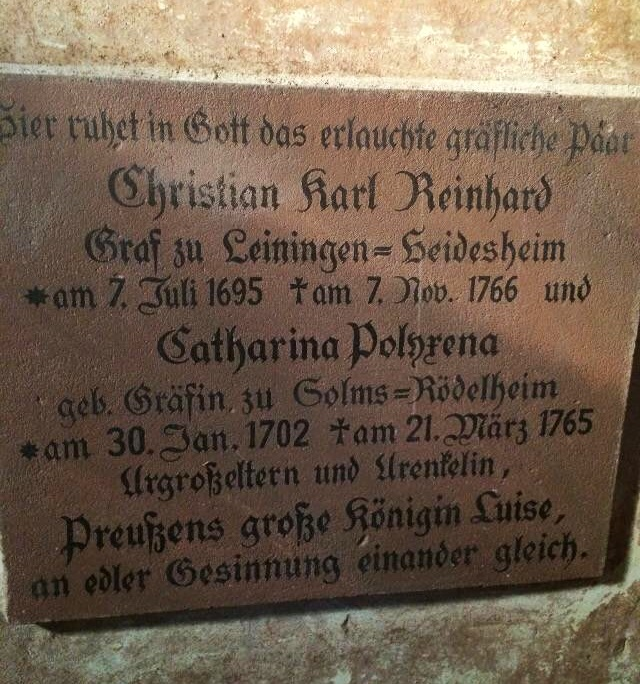
Grab in der Schlosskirche Mühlheim (Sterbedatum falsch)

Christian Carl Reinhard von Leiningen-Dagsburg (* 7. Juli 1695 auf Schloss Broich; † 17. November 1766 in Heidesheim) war deutscher Adliger.

## Abstammung
Christian Carl Reinhard war ein Sohn des Grafen Johann Karl August von Leiningen-Dagsburg (1662–1698) und dessen Ehefrau Gräfin Johanna Magdalena von Hanau-Lichtenberg (1660–1715).

## Leben
Nach dem frühen Tod des Vaters wurde Christians Vormund, der gräfliche Rat und Kommissar Johann Arnold Kielmann, am 1. Juni 1701 von Kurfürst Johann Wilhelm von der Pfalz mit der Herrschaft Broich belehnt. Seine Familie verließ jedoch schon bald wegen des drohenden Spanischen Erbfolgekriegs Schloss Broich. Er residierte dann auf Schloss Heidesheim bei Worms. In der zugehörigen Schlosskirche Mühlheim an der Eis stiftete er die noch erhaltene Orgel. Es wird berichtet, der Kaiser habe ihn in den Fürstenstand erheben wollen, was Christian Carl Reinhard mit der Begründung ausschlug, er wolle lieber der erste Graf im Reich sein, als der letzte Fürst.

## Ehe und Nachkommen
Graf Christian Carl Reinhard heiratete am 27. November 1726 in Mettenheim Gräfin Katharina Polyxena zu Solms-Rödelheim (* 30. Januar 1702; † 29. März 1765), eine Tochter des Grafen Georg Ludwig zu Solms-Rödelheim, und hatte mit ihr folgende Kinder:
- Johann Karl (* 6. Oktober 1727 in Heidesheim; † 20. März 1734)
- Maria Luise Albertine (* 16. März 1729 In Heidesheim; † 11. März 1818 in Neustrelitz)

⚭ 16. März 1748 Prinz Georg Wilhelm von Hessen-Darmstadt (* 11. Juli 1722; † 21. Juni 1782)
- Polyxene Wilhelmine (* 8. August 1730 auf Schloss Heidesheim; † 21. März 1800)

⚭ 27. März 1752 Graf Emich Ludwig von Leiningen (* 22. Dezember 1709; † 23. September 1766)
- Sofie Charlotte (* 28. Oktober 1731 auf Schloss Heidesheim; † 20. Januar 1781)
- Alexandrine (* 25. November 1732 in Frankfurt am Main; † 4. Oktober 1809)

⚭ 25. Oktober 1770 in Frankfurt am Main Graf Heinrich XI. Reuß zu Greiz (* 18. März 1722; † 28. Juni 1800)
- Karoline Felizitas (* 22. Mai 1734 in Heidesheim; † 8. Mai 1810 in Frankfurt am Main)

⚭ 16. April 1760 Fürst Karl Wilhelm von Nassau-Usingen (* 9. November 1735; † 17. Mai 1803)

## Nachkommen in den Monarchien in Europa
Die direkten Nachkommen von Christian Carl Reinhard und Katharina Polyxena saßen und sitzen auf dem Königsthron im Vereinigten Königreich, im Deutschen Reich, in den Niederlanden, in Schweden, in Spanien, in Belgien, in Dänemark, in Norwegen und in Griechenland.
| | | | | | |  |  | | | | | | |  |  | | | | | | |  |  | | | | | | |  |  | Christian Carl Reinhard von Leiningen-Dagsburg (1695–1766) ⚭ 1726 Katharina Polyxene zu Solms-Rödelheim (1702–1765)                       | | | | | |  |  | | | | | | |  |  | | | | | | |  |  | | | | | | |  |  | | | | | | |  |  |  |  |  |  |  |  |  |  |  |  |  |  |  |  |  |  |  |  |  |  |  |  |  |  |  |  |  |  |  |  |  |  |  |  |  |  |  |  |  |  |  |  |  |  |  |  |  |  |  |  |  |  |
| | | | | | |  |  | | | | | | |  |  | | | | | | |  |  | | | | | | |  |  | | | | | | |  |  | | | | | | |  |  | | | | | | |  |  | | | | | | |  |  | | | | | | |  |  |  |  |  |  |  |  |  |  |  |  |  |  |  |  |  |  |  |  |  |  |  |  |  |  |  |  |  |  |  |  |  |  |  |  |  |  |  |  |  |  |  |  |  |  |  |  |  |  |  |  |  |  |
| | | | | | |  |  | | | | | | |  |  | | | | | | |  |  | | | | | | |  |  | | | | | | |  |  | | | | | | |  |  | | | | | | |  |  | | | | | | |  |  | | | | | | |  |  |  |  |  |  |  |  |  |  |  |  |  |  |  |  |  |  |  |  |  |  |  |  |  |  |  |  |  |  |  |  |  |  |  |  |  |  |  |  |  |  |  |  |  |  |  |  |  |  |  |  |  |  |
| | | | | | |  |  | | | | | | |  |  | | | | | | |  |  | Maria Luise Albertine zu Leiningen-Dagsburg-Falkenburg (1729–1818) ⚭ 1748 Georg Wilhelm von Hessen-Darmstadt (1722–1782) | Maria Luise Albertine zu Leiningen-Dagsburg-Falkenburg (1729–1818) ⚭ 1748 Georg Wilhelm von Hessen-Darmstadt (1722–1782) | Maria Luise Albertine zu Leiningen-Dagsburg-Falkenburg (1729–1818) ⚭ 1748 Georg Wilhelm von Hessen-Darmstadt (1722–1782) | Maria Luise Albertine zu Leiningen-Dagsburg-Falkenburg (1729–1818) ⚭ 1748 Georg Wilhelm von Hessen-Darmstadt (1722–1782) | Maria Luise Albertine zu Leiningen-Dagsburg-Falkenburg (1729–1818) ⚭ 1748 Georg Wilhelm von Hessen-Darmstadt (1722–1782) | Maria Luise Albertine zu Leiningen-Dagsburg-Falkenburg (1729–1818) ⚭ 1748 Georg Wilhelm von Hessen-Darmstadt (1722–1782) |  |  | Karl Wilhelm von Nassau-Usingen (1735–1803) ⚭ 1760 Karoline Felicitas zu Leiningen-Langsberg-Heidesheim (1734–1810)                       | Karl Wilhelm von Nassau-Usingen (1735–1803) ⚭ 1760 Karoline Felicitas zu Leiningen-Langsberg-Heidesheim (1734–1810)                       | Karl Wilhelm von Nassau-Usingen (1735–1803) ⚭ 1760 Karoline Felicitas zu Leiningen-Langsberg-Heidesheim (1734–1810)                       | Karl Wilhelm von Nassau-Usingen (1735–1803) ⚭ 1760 Karoline Felicitas zu Leiningen-Langsberg-Heidesheim (1734–1810)                       | Karl Wilhelm von Nassau-Usingen (1735–1803) ⚭ 1760 Karoline Felicitas zu Leiningen-Langsberg-Heidesheim (1734–1810)                       | Karl Wilhelm von Nassau-Usingen (1735–1803) ⚭ 1760 Karoline Felicitas zu Leiningen-Langsberg-Heidesheim (1734–1810)                       |  |  | | | | | | |  |  | | | | | | |  |  | | | | | | |  |  | | | | | | |  |  |  |  |  |  |  |  |  |  |  |  |  |  |  |  |  |  |  |  |  |  |  |  |  |  |  |  |  |  |  |  |  |  |  |  |  |  |  |  |  |  |  |  |  |  |  |  |  |  |  |  |  |  |
| | | | | | |  |  | | | | | | |  |  | | | | | | |  |  | Maria Luise Albertine zu Leiningen-Dagsburg-Falkenburg (1729–1818) ⚭ 1748 Georg Wilhelm von Hessen-Darmstadt (1722–1782) | Maria Luise Albertine zu Leiningen-Dagsburg-Falkenburg (1729–1818) ⚭ 1748 Georg Wilhelm von Hessen-Darmstadt (1722–1782) | Maria Luise Albertine zu Leiningen-Dagsburg-Falkenburg (1729–1818) ⚭ 1748 Georg Wilhelm von Hessen-Darmstadt (1722–1782) | Maria Luise Albertine zu Leiningen-Dagsburg-Falkenburg (1729–1818) ⚭ 1748 Georg Wilhelm von Hessen-Darmstadt (1722–1782) | Maria Luise Albertine zu Leiningen-Dagsburg-Falkenburg (1729–1818) ⚭ 1748 Georg Wilhelm von Hessen-Darmstadt (1722–1782) | Maria Luise Albertine zu Leiningen-Dagsburg-Falkenburg (1729–1818) ⚭ 1748 Georg Wilhelm von Hessen-Darmstadt (1722–1782) |  |  | Karl Wilhelm von Nassau-Usingen (1735–1803) ⚭ 1760 Karoline Felicitas zu Leiningen-Langsberg-Heidesheim (1734–1810)                       | Karl Wilhelm von Nassau-Usingen (1735–1803) ⚭ 1760 Karoline Felicitas zu Leiningen-Langsberg-Heidesheim (1734–1810)                       | Karl Wilhelm von Nassau-Usingen (1735–1803) ⚭ 1760 Karoline Felicitas zu Leiningen-Langsberg-Heidesheim (1734–1810)                       | Karl Wilhelm von Nassau-Usingen (1735–1803) ⚭ 1760 Karoline Felicitas zu Leiningen-Langsberg-Heidesheim (1734–1810)                       | Karl Wilhelm von Nassau-Usingen (1735–1803) ⚭ 1760 Karoline Felicitas zu Leiningen-Langsberg-Heidesheim (1734–1810)                       | Karl Wilhelm von Nassau-Usingen (1735–1803) ⚭ 1760 Karoline Felicitas zu Leiningen-Langsberg-Heidesheim (1734–1810)                       |  |  | | | | | | |  |  | | | | | | |  |  | | | | | | |  |  | | | | | | |  |  |  |  |  |  |  |  |  |  |  |  |  |  |  |  |  |  |  |  |  |  |  |  |  |  |  |  |  |  |  |  |  |  |  |  |  |  |  |  |  |  |  |  |  |  |  |  |  |  |  |  |  |  |
| | | | | | |  |  | | | | | | |  |  | | | | | | |  |  | | | | | | |  |  | | | | | | |  |  | | | | | | |  |  | | | | | | |  |  | | | | | | |  |  | | | | | | |  |  |  |  |  |  |  |  |  |  |  |  |  |  |  |  |  |  |  |  |  |  |  |  |  |  |  |  |  |  |  |  |  |  |  |  |  |  |  |  |  |  |  |  |  |  |  |  |  |  |  |  |  |  |
| | | | | | |  |  | Friederike Caroline Luise von Hessen-Darmstadt (1752–1782) ⚭1768 Karl II. von Mecklenburg-Strelitz (1741–1816)   | Friederike Caroline Luise von Hessen-Darmstadt (1752–1782) ⚭1768 Karl II. von Mecklenburg-Strelitz (1741–1816)   | Friederike Caroline Luise von Hessen-Darmstadt (1752–1782) ⚭1768 Karl II. von Mecklenburg-Strelitz (1741–1816)   | Friederike Caroline Luise von Hessen-Darmstadt (1752–1782) ⚭1768 Karl II. von Mecklenburg-Strelitz (1741–1816)   | Friederike Caroline Luise von Hessen-Darmstadt (1752–1782) ⚭1768 Karl II. von Mecklenburg-Strelitz (1741–1816)   | Friederike Caroline Luise von Hessen-Darmstadt (1752–1782) ⚭1768 Karl II. von Mecklenburg-Strelitz (1741–1816)   |  |  | Auguste Wilhelmine von Hessen-Darmstadt (1765–1796) ⚭ 1785 Maximilian I. Joseph König von Bayern 1805–1825 (1756–1825) | Auguste Wilhelmine von Hessen-Darmstadt (1765–1796) ⚭ 1785 Maximilian I. Joseph König von Bayern 1805–1825 (1756–1825) | Auguste Wilhelmine von Hessen-Darmstadt (1765–1796) ⚭ 1785 Maximilian I. Joseph König von Bayern 1805–1825 (1756–1825) | Auguste Wilhelmine von Hessen-Darmstadt (1765–1796) ⚭ 1785 Maximilian I. Joseph König von Bayern 1805–1825 (1756–1825) | Auguste Wilhelmine von Hessen-Darmstadt (1765–1796) ⚭ 1785 Maximilian I. Joseph König von Bayern 1805–1825 (1756–1825) | Auguste Wilhelmine von Hessen-Darmstadt (1765–1796) ⚭ 1785 Maximilian I. Joseph König von Bayern 1805–1825 (1756–1825) |  |  | Luise Henriette Karoline von Hessen-Darmstadt (1761–1829) ⚭ 1777 Ludwig I. von Hessen-Darmstadt (1753–1830)              | Luise Henriette Karoline von Hessen-Darmstadt (1761–1829) ⚭ 1777 Ludwig I. von Hessen-Darmstadt (1753–1830)              | Luise Henriette Karoline von Hessen-Darmstadt (1761–1829) ⚭ 1777 Ludwig I. von Hessen-Darmstadt (1753–1830)              | Luise Henriette Karoline von Hessen-Darmstadt (1761–1829) ⚭ 1777 Ludwig I. von Hessen-Darmstadt (1753–1830)              | Luise Henriette Karoline von Hessen-Darmstadt (1761–1829) ⚭ 1777 Ludwig I. von Hessen-Darmstadt (1753–1830)              | Luise Henriette Karoline von Hessen-Darmstadt (1761–1829) ⚭ 1777 Ludwig I. von Hessen-Darmstadt (1753–1830)              |  |  | Karoline Polyxena von Nassau-Usingen (1762–1823) ⚭ 1786 Friedrich von Hessen-Kassel-Rumpenheim (1747–1837)                                | Karoline Polyxena von Nassau-Usingen (1762–1823) ⚭ 1786 Friedrich von Hessen-Kassel-Rumpenheim (1747–1837)                                | Karoline Polyxena von Nassau-Usingen (1762–1823) ⚭ 1786 Friedrich von Hessen-Kassel-Rumpenheim (1747–1837)                                | Karoline Polyxena von Nassau-Usingen (1762–1823) ⚭ 1786 Friedrich von Hessen-Kassel-Rumpenheim (1747–1837)                                | Karoline Polyxena von Nassau-Usingen (1762–1823) ⚭ 1786 Friedrich von Hessen-Kassel-Rumpenheim (1747–1837)                                | Karoline Polyxena von Nassau-Usingen (1762–1823) ⚭ 1786 Friedrich von Hessen-Kassel-Rumpenheim (1747–1837)                                |  |  | | | | | | |  |  | | | | | | |  |  | | | | | | |  |  | | | | | | |  |  |  |  |  |  |  |  |  |  |  |  |  |  |  |  |  |  |  |  |  |  |  |  |  |  |  |  |  |  |  |  |  |  |  |  |  |  |  |  |  |  |  |  |  |  |  |  |  |  |  |  |  |  |
| | | | | | |  |  | Friederike Caroline Luise von Hessen-Darmstadt (1752–1782) ⚭1768 Karl II. von Mecklenburg-Strelitz (1741–1816)   | Friederike Caroline Luise von Hessen-Darmstadt (1752–1782) ⚭1768 Karl II. von Mecklenburg-Strelitz (1741–1816)   | Friederike Caroline Luise von Hessen-Darmstadt (1752–1782) ⚭1768 Karl II. von Mecklenburg-Strelitz (1741–1816)   | Friederike Caroline Luise von Hessen-Darmstadt (1752–1782) ⚭1768 Karl II. von Mecklenburg-Strelitz (1741–1816)   | Friederike Caroline Luise von Hessen-Darmstadt (1752–1782) ⚭1768 Karl II. von Mecklenburg-Strelitz (1741–1816)   | Friederike Caroline Luise von Hessen-Darmstadt (1752–1782) ⚭1768 Karl II. von Mecklenburg-Strelitz (1741–1816)   |  |  | Auguste Wilhelmine von Hessen-Darmstadt (1765–1796) ⚭ 1785 Maximilian I. Joseph König von Bayern 1805–1825 (1756–1825) | Auguste Wilhelmine von Hessen-Darmstadt (1765–1796) ⚭ 1785 Maximilian I. Joseph König von Bayern 1805–1825 (1756–1825) | Auguste Wilhelmine von Hessen-Darmstadt (1765–1796) ⚭ 1785 Maximilian I. Joseph König von Bayern 1805–1825 (1756–1825) | Auguste Wilhelmine von Hessen-Darmstadt (1765–1796) ⚭ 1785 Maximilian I. Joseph König von Bayern 1805–1825 (1756–1825) | Auguste Wilhelmine von Hessen-Darmstadt (1765–1796) ⚭ 1785 Maximilian I. Joseph König von Bayern 1805–1825 (1756–1825) | Auguste Wilhelmine von Hessen-Darmstadt (1765–1796) ⚭ 1785 Maximilian I. Joseph König von Bayern 1805–1825 (1756–1825) |  |  | Luise Henriette Karoline von Hessen-Darmstadt (1761–1829) ⚭ 1777 Ludwig I. von Hessen-Darmstadt (1753–1830)              | Luise Henriette Karoline von Hessen-Darmstadt (1761–1829) ⚭ 1777 Ludwig I. von Hessen-Darmstadt (1753–1830)              | Luise Henriette Karoline von Hessen-Darmstadt (1761–1829) ⚭ 1777 Ludwig I. von Hessen-Darmstadt (1753–1830)              | Luise Henriette Karoline von Hessen-Darmstadt (1761–1829) ⚭ 1777 Ludwig I. von Hessen-Darmstadt (1753–1830)              | Luise Henriette Karoline von Hessen-Darmstadt (1761–1829) ⚭ 1777 Ludwig I. von Hessen-Darmstadt (1753–1830)              | Luise Henriette Karoline von Hessen-Darmstadt (1761–1829) ⚭ 1777 Ludwig I. von Hessen-Darmstadt (1753–1830)              |  |  | Karoline Polyxena von Nassau-Usingen (1762–1823) ⚭ 1786 Friedrich von Hessen-Kassel-Rumpenheim (1747–1837)                                | Karoline Polyxena von Nassau-Usingen (1762–1823) ⚭ 1786 Friedrich von Hessen-Kassel-Rumpenheim (1747–1837)                                | Karoline Polyxena von Nassau-Usingen (1762–1823) ⚭ 1786 Friedrich von Hessen-Kassel-Rumpenheim (1747–1837)                                | Karoline Polyxena von Nassau-Usingen (1762–1823) ⚭ 1786 Friedrich von Hessen-Kassel-Rumpenheim (1747–1837)                                | Karoline Polyxena von Nassau-Usingen (1762–1823) ⚭ 1786 Friedrich von Hessen-Kassel-Rumpenheim (1747–1837)                                | Karoline Polyxena von Nassau-Usingen (1762–1823) ⚭ 1786 Friedrich von Hessen-Kassel-Rumpenheim (1747–1837)                                |  |  | | | | | | |  |  | | | | | | |  |  | | | | | | |  |  | | | | | | |  |  |  |  |  |  |  |  |  |  |  |  |  |  |  |  |  |  |  |  |  |  |  |  |  |  |  |  |  |  |  |  |  |  |  |  |  |  |  |  |  |  |  |  |  |  |  |  |  |  |  |  |  |  |
| | | | | | |  |  | Luise von Mecklenburg-Strelitz (1776–1810) ⚭ 1793 König Friedrich Wilhelm III. von Preußen 1797–1840 (1770–1840) | Luise von Mecklenburg-Strelitz (1776–1810) ⚭ 1793 König Friedrich Wilhelm III. von Preußen 1797–1840 (1770–1840) | Luise von Mecklenburg-Strelitz (1776–1810) ⚭ 1793 König Friedrich Wilhelm III. von Preußen 1797–1840 (1770–1840) | Luise von Mecklenburg-Strelitz (1776–1810) ⚭ 1793 König Friedrich Wilhelm III. von Preußen 1797–1840 (1770–1840) | Luise von Mecklenburg-Strelitz (1776–1810) ⚭ 1793 König Friedrich Wilhelm III. von Preußen 1797–1840 (1770–1840) | Luise von Mecklenburg-Strelitz (1776–1810) ⚭ 1793 König Friedrich Wilhelm III. von Preußen 1797–1840 (1770–1840) |  |  | Auguste von Bayern (1788–1851) ⚭ 1806 Eugène de Beauharnais (1781–1824)                                                | Auguste von Bayern (1788–1851) ⚭ 1806 Eugène de Beauharnais (1781–1824)                                                | Auguste von Bayern (1788–1851) ⚭ 1806 Eugène de Beauharnais (1781–1824)                                                | Auguste von Bayern (1788–1851) ⚭ 1806 Eugène de Beauharnais (1781–1824)                                                | Auguste von Bayern (1788–1851) ⚭ 1806 Eugène de Beauharnais (1781–1824)                                                | Auguste von Bayern (1788–1851) ⚭ 1806 Eugène de Beauharnais (1781–1824)                                                |  |  | Ludwig II. von Hessen und bei Rhein (1777–1848) ⚭ 1804 Wilhelmine von Baden (1788–1836)                                  | Ludwig II. von Hessen und bei Rhein (1777–1848) ⚭ 1804 Wilhelmine von Baden (1788–1836)                                  | Ludwig II. von Hessen und bei Rhein (1777–1848) ⚭ 1804 Wilhelmine von Baden (1788–1836)                                  | Ludwig II. von Hessen und bei Rhein (1777–1848) ⚭ 1804 Wilhelmine von Baden (1788–1836)                                  | Ludwig II. von Hessen und bei Rhein (1777–1848) ⚭ 1804 Wilhelmine von Baden (1788–1836)                                  | Ludwig II. von Hessen und bei Rhein (1777–1848) ⚭ 1804 Wilhelmine von Baden (1788–1836)                                  |  |  | Wilhelm von Hessen-Kassel (1787–1867) ⚭ 1810 Louise Charlotte von Dänemark (1789–1864)                                                    | Wilhelm von Hessen-Kassel (1787–1867) ⚭ 1810 Louise Charlotte von Dänemark (1789–1864)                                                    | Wilhelm von Hessen-Kassel (1787–1867) ⚭ 1810 Louise Charlotte von Dänemark (1789–1864)                                                    | Wilhelm von Hessen-Kassel (1787–1867) ⚭ 1810 Louise Charlotte von Dänemark (1789–1864)                                                    | Wilhelm von Hessen-Kassel (1787–1867) ⚭ 1810 Louise Charlotte von Dänemark (1789–1864)                                                    | Wilhelm von Hessen-Kassel (1787–1867) ⚭ 1810 Louise Charlotte von Dänemark (1789–1864)                                                    |  |  | | | | | | |  |  | | | | | | |  |  | | | | | | |  |  | | | | | | |  |  |  |  |  |  |  |  |  |  |  |  |  |  |  |  |  |  |  |  |  |  |  |  |  |  |  |  |  |  |  |  |  |  |  |  |  |  |  |  |  |  |  |  |  |  |  |  |  |  |  |  |  |  |
| | | | | | |  |  | Luise von Mecklenburg-Strelitz (1776–1810) ⚭ 1793 König Friedrich Wilhelm III. von Preußen 1797–1840 (1770–1840) | Luise von Mecklenburg-Strelitz (1776–1810) ⚭ 1793 König Friedrich Wilhelm III. von Preußen 1797–1840 (1770–1840) | Luise von Mecklenburg-Strelitz (1776–1810) ⚭ 1793 König Friedrich Wilhelm III. von Preußen 1797–1840 (1770–1840) | Luise von Mecklenburg-Strelitz (1776–1810) ⚭ 1793 König Friedrich Wilhelm III. von Preußen 1797–1840 (1770–1840) | Luise von Mecklenburg-Strelitz (1776–1810) ⚭ 1793 König Friedrich Wilhelm III. von Preußen 1797–1840 (1770–1840) | Luise von Mecklenburg-Strelitz (1776–1810) ⚭ 1793 König Friedrich Wilhelm III. von Preußen 1797–1840 (1770–1840) |  |  | Auguste von Bayern (1788–1851) ⚭ 1806 Eugène de Beauharnais (1781–1824)                                                | Auguste von Bayern (1788–1851) ⚭ 1806 Eugène de Beauharnais (1781–1824)                                                | Auguste von Bayern (1788–1851) ⚭ 1806 Eugène de Beauharnais (1781–1824)                                                | Auguste von Bayern (1788–1851) ⚭ 1806 Eugène de Beauharnais (1781–1824)                                                | Auguste von Bayern (1788–1851) ⚭ 1806 Eugène de Beauharnais (1781–1824)                                                | Auguste von Bayern (1788–1851) ⚭ 1806 Eugène de Beauharnais (1781–1824)                                                |  |  | Ludwig II. von Hessen und bei Rhein (1777–1848) ⚭ 1804 Wilhelmine von Baden (1788–1836)                                  | Ludwig II. von Hessen und bei Rhein (1777–1848) ⚭ 1804 Wilhelmine von Baden (1788–1836)                                  | Ludwig II. von Hessen und bei Rhein (1777–1848) ⚭ 1804 Wilhelmine von Baden (1788–1836)                                  | Ludwig II. von Hessen und bei Rhein (1777–1848) ⚭ 1804 Wilhelmine von Baden (1788–1836)                                  | Ludwig II. von Hessen und bei Rhein (1777–1848) ⚭ 1804 Wilhelmine von Baden (1788–1836)                                  | Ludwig II. von Hessen und bei Rhein (1777–1848) ⚭ 1804 Wilhelmine von Baden (1788–1836)                                  |  |  | Wilhelm von Hessen-Kassel (1787–1867) ⚭ 1810 Louise Charlotte von Dänemark (1789–1864)                                                    | Wilhelm von Hessen-Kassel (1787–1867) ⚭ 1810 Louise Charlotte von Dänemark (1789–1864)                                                    | Wilhelm von Hessen-Kassel (1787–1867) ⚭ 1810 Louise Charlotte von Dänemark (1789–1864)                                                    | Wilhelm von Hessen-Kassel (1787–1867) ⚭ 1810 Louise Charlotte von Dänemark (1789–1864)                                                    | Wilhelm von Hessen-Kassel (1787–1867) ⚭ 1810 Louise Charlotte von Dänemark (1789–1864)                                                    | Wilhelm von Hessen-Kassel (1787–1867) ⚭ 1810 Louise Charlotte von Dänemark (1789–1864)                                                    |  |  | | | | | | |  |  | | | | | | |  |  | | | | | | |  |  | | | | | | |  |  |  |  |  |  |  |  |  |  |  |  |  |  |  |  |  |  |  |  |  |  |  |  |  |  |  |  |  |  |  |  |  |  |  |  |  |  |  |  |  |  |  |  |  |  |  |  |  |  |  |  |  |  |
| | | | | | |  |  | | | | | | |  |  | | | | | | |  |  | | | | | | |  |  | | | | | | |  |  | | | | | | |  |  | | | | | | |  |  | | | | | | |  |  | | | | | | |  |  |  |  |  |  |  |  |  |  |  |  |  |  |  |  |  |  |  |  |  |  |  |  |  |  |  |  |  |  |  |  |  |  |  |  |  |  |  |  |  |  |  |  |  |  |  |  |  |  |  |  |  |  |
| Kaiser Wilhelm I. 1871–1888 (1797–1888) ⚭ 1829 Augusta von Sachsen-Weimar-Eisenach (1811–1890)                              | Kaiser Wilhelm I. 1871–1888 (1797–1888) ⚭ 1829 Augusta von Sachsen-Weimar-Eisenach (1811–1890)                              | Kaiser Wilhelm I. 1871–1888 (1797–1888) ⚭ 1829 Augusta von Sachsen-Weimar-Eisenach (1811–1890)                              | Kaiser Wilhelm I. 1871–1888 (1797–1888) ⚭ 1829 Augusta von Sachsen-Weimar-Eisenach (1811–1890)                              | Kaiser Wilhelm I. 1871–1888 (1797–1888) ⚭ 1829 Augusta von Sachsen-Weimar-Eisenach (1811–1890)                              | Kaiser Wilhelm I. 1871–1888 (1797–1888) ⚭ 1829 Augusta von Sachsen-Weimar-Eisenach (1811–1890)                              |  |  | Alexandrine von Preußen (1803–1892) ⚭ 1822 Paul Friedrich (Mecklenburg) (1800–1842)                              | Alexandrine von Preußen (1803–1892) ⚭ 1822 Paul Friedrich (Mecklenburg) (1800–1842)                              | Alexandrine von Preußen (1803–1892) ⚭ 1822 Paul Friedrich (Mecklenburg) (1800–1842)                              | Alexandrine von Preußen (1803–1892) ⚭ 1822 Paul Friedrich (Mecklenburg) (1800–1842)                              | Alexandrine von Preußen (1803–1892) ⚭ 1822 Paul Friedrich (Mecklenburg) (1800–1842)                              | Alexandrine von Preußen (1803–1892) ⚭ 1822 Paul Friedrich (Mecklenburg) (1800–1842)                              |  |  | Josephine von Leuchtenberg (1807–1876) ⚭ 1823 Oskar I. König von Schweden 1844–1859 (1799–1859)                        | Josephine von Leuchtenberg (1807–1876) ⚭ 1823 Oskar I. König von Schweden 1844–1859 (1799–1859)                        | Josephine von Leuchtenberg (1807–1876) ⚭ 1823 Oskar I. König von Schweden 1844–1859 (1799–1859)                        | Josephine von Leuchtenberg (1807–1876) ⚭ 1823 Oskar I. König von Schweden 1844–1859 (1799–1859)                        | Josephine von Leuchtenberg (1807–1876) ⚭ 1823 Oskar I. König von Schweden 1844–1859 (1799–1859)                        | Josephine von Leuchtenberg (1807–1876) ⚭ 1823 Oskar I. König von Schweden 1844–1859 (1799–1859)                        |  |  | Alexander von Hessen-Darmstadt (1823–1888) ⚭ 1851 Julia Hauke (1825–1895)                                                | Alexander von Hessen-Darmstadt (1823–1888) ⚭ 1851 Julia Hauke (1825–1895)                                                | Alexander von Hessen-Darmstadt (1823–1888) ⚭ 1851 Julia Hauke (1825–1895)                                                | Alexander von Hessen-Darmstadt (1823–1888) ⚭ 1851 Julia Hauke (1825–1895)                                                | Alexander von Hessen-Darmstadt (1823–1888) ⚭ 1851 Julia Hauke (1825–1895)                                                | Alexander von Hessen-Darmstadt (1823–1888) ⚭ 1851 Julia Hauke (1825–1895)                                                |  |  | Louise von Hessen (1817–1898) ⚭ 1842 Christian IX. König von Dänemark 1863–1906 (1818–1906)                                               | Louise von Hessen (1817–1898) ⚭ 1842 Christian IX. König von Dänemark 1863–1906 (1818–1906)                                               | Louise von Hessen (1817–1898) ⚭ 1842 Christian IX. König von Dänemark 1863–1906 (1818–1906)                                               | Louise von Hessen (1817–1898) ⚭ 1842 Christian IX. König von Dänemark 1863–1906 (1818–1906)                                               | Louise von Hessen (1817–1898) ⚭ 1842 Christian IX. König von Dänemark 1863–1906 (1818–1906)                                               | Louise von Hessen (1817–1898) ⚭ 1842 Christian IX. König von Dänemark 1863–1906 (1818–1906)                                               |  |  | | | | | | |  |  | | | | | | |  |  | | | | | | |  |  | | | | | | |  |  |  |  |  |  |  |  |  |  |  |  |  |  |  |  |  |  |  |  |  |  |  |  |  |  |  |  |  |  |  |  |  |  |  |  |  |  |  |  |  |  |  |  |  |  |  |  |  |  |  |  |  |  |
| Kaiser Wilhelm I. 1871–1888 (1797–1888) ⚭ 1829 Augusta von Sachsen-Weimar-Eisenach (1811–1890)                              | Kaiser Wilhelm I. 1871–1888 (1797–1888) ⚭ 1829 Augusta von Sachsen-Weimar-Eisenach (1811–1890)                              | Kaiser Wilhelm I. 1871–1888 (1797–1888) ⚭ 1829 Augusta von Sachsen-Weimar-Eisenach (1811–1890)                              | Kaiser Wilhelm I. 1871–1888 (1797–1888) ⚭ 1829 Augusta von Sachsen-Weimar-Eisenach (1811–1890)                              | Kaiser Wilhelm I. 1871–1888 (1797–1888) ⚭ 1829 Augusta von Sachsen-Weimar-Eisenach (1811–1890)                              | Kaiser Wilhelm I. 1871–1888 (1797–1888) ⚭ 1829 Augusta von Sachsen-Weimar-Eisenach (1811–1890)                              |  |  | Alexandrine von Preußen (1803–1892) ⚭ 1822 Paul Friedrich (Mecklenburg) (1800–1842)                              | Alexandrine von Preußen (1803–1892) ⚭ 1822 Paul Friedrich (Mecklenburg) (1800–1842)                              | Alexandrine von Preußen (1803–1892) ⚭ 1822 Paul Friedrich (Mecklenburg) (1800–1842)                              | Alexandrine von Preußen (1803–1892) ⚭ 1822 Paul Friedrich (Mecklenburg) (1800–1842)                              | Alexandrine von Preußen (1803–1892) ⚭ 1822 Paul Friedrich (Mecklenburg) (1800–1842)                              | Alexandrine von Preußen (1803–1892) ⚭ 1822 Paul Friedrich (Mecklenburg) (1800–1842)                              |  |  | Josephine von Leuchtenberg (1807–1876) ⚭ 1823 Oskar I. König von Schweden 1844–1859 (1799–1859)                        | Josephine von Leuchtenberg (1807–1876) ⚭ 1823 Oskar I. König von Schweden 1844–1859 (1799–1859)                        | Josephine von Leuchtenberg (1807–1876) ⚭ 1823 Oskar I. König von Schweden 1844–1859 (1799–1859)                        | Josephine von Leuchtenberg (1807–1876) ⚭ 1823 Oskar I. König von Schweden 1844–1859 (1799–1859)                        | Josephine von Leuchtenberg (1807–1876) ⚭ 1823 Oskar I. König von Schweden 1844–1859 (1799–1859)                        | Josephine von Leuchtenberg (1807–1876) ⚭ 1823 Oskar I. König von Schweden 1844–1859 (1799–1859)                        |  |  | Alexander von Hessen-Darmstadt (1823–1888) ⚭ 1851 Julia Hauke (1825–1895)                                                | Alexander von Hessen-Darmstadt (1823–1888) ⚭ 1851 Julia Hauke (1825–1895)                                                | Alexander von Hessen-Darmstadt (1823–1888) ⚭ 1851 Julia Hauke (1825–1895)                                                | Alexander von Hessen-Darmstadt (1823–1888) ⚭ 1851 Julia Hauke (1825–1895)                                                | Alexander von Hessen-Darmstadt (1823–1888) ⚭ 1851 Julia Hauke (1825–1895)                                                | Alexander von Hessen-Darmstadt (1823–1888) ⚭ 1851 Julia Hauke (1825–1895)                                                |  |  | Louise von Hessen (1817–1898) ⚭ 1842 Christian IX. König von Dänemark 1863–1906 (1818–1906)                                               | Louise von Hessen (1817–1898) ⚭ 1842 Christian IX. König von Dänemark 1863–1906 (1818–1906)                                               | Louise von Hessen (1817–1898) ⚭ 1842 Christian IX. König von Dänemark 1863–1906 (1818–1906)                                               | Louise von Hessen (1817–1898) ⚭ 1842 Christian IX. König von Dänemark 1863–1906 (1818–1906)                                               | Louise von Hessen (1817–1898) ⚭ 1842 Christian IX. König von Dänemark 1863–1906 (1818–1906)                                               | Louise von Hessen (1817–1898) ⚭ 1842 Christian IX. König von Dänemark 1863–1906 (1818–1906)                                               |  |  | | | | | | |  |  | | | | | | |  |  | | | | | | |  |  | | | | | | |  |  |  |  |  |  |  |  |  |  |  |  |  |  |  |  |  |  |  |  |  |  |  |  |  |  |  |  |  |  |  |  |  |  |  |  |  |  |  |  |  |  |  |  |  |  |  |  |  |  |  |  |  |  |
| | | | | | |  |  | | | | | | |  |  | | | | | | |  |  | | | | | | |  |  | | | | | | |  |  | | | | | | |  |  | | | | | | |  |  | | | | | | |  |  | | | | | | |  |  |  |  |  |  |  |  |  |  |  |  |  |  |  |  |  |  |  |  |  |  |  |  |  |  |  |  |  |  |  |  |  |  |  |  |  |  |  |  |  |  |  |  |  |  |  |  |  |  |  |  |  |  |
| Kaiser Friedrich III. 1888–1888 (1831–1888) ⚭ 1858 Victoria von Großbritannien und Irland (1840–1901)                       | Kaiser Friedrich III. 1888–1888 (1831–1888) ⚭ 1858 Victoria von Großbritannien und Irland (1840–1901)                       | Kaiser Friedrich III. 1888–1888 (1831–1888) ⚭ 1858 Victoria von Großbritannien und Irland (1840–1901)                       | Kaiser Friedrich III. 1888–1888 (1831–1888) ⚭ 1858 Victoria von Großbritannien und Irland (1840–1901)                       | Kaiser Friedrich III. 1888–1888 (1831–1888) ⚭ 1858 Victoria von Großbritannien und Irland (1840–1901)                       | Kaiser Friedrich III. 1888–1888 (1831–1888) ⚭ 1858 Victoria von Großbritannien und Irland (1840–1901)                       |  |  | Friedrich Franz II. (Mecklenburg) (1823–1883) ⚭ 1868 Marie von Schwarzburg-Rudolstadt (1850–1922)                | Friedrich Franz II. (Mecklenburg) (1823–1883) ⚭ 1868 Marie von Schwarzburg-Rudolstadt (1850–1922)                | Friedrich Franz II. (Mecklenburg) (1823–1883) ⚭ 1868 Marie von Schwarzburg-Rudolstadt (1850–1922)                | Friedrich Franz II. (Mecklenburg) (1823–1883) ⚭ 1868 Marie von Schwarzburg-Rudolstadt (1850–1922)                | Friedrich Franz II. (Mecklenburg) (1823–1883) ⚭ 1868 Marie von Schwarzburg-Rudolstadt (1850–1922)                | Friedrich Franz II. (Mecklenburg) (1823–1883) ⚭ 1868 Marie von Schwarzburg-Rudolstadt (1850–1922)                |  |  | Oskar II. König von Schweden 1872–1907 (1829–1907) ⚭ 1857 Sophia von Nassau (1836–1913)                                | Oskar II. König von Schweden 1872–1907 (1829–1907) ⚭ 1857 Sophia von Nassau (1836–1913)                                | Oskar II. König von Schweden 1872–1907 (1829–1907) ⚭ 1857 Sophia von Nassau (1836–1913)                                | Oskar II. König von Schweden 1872–1907 (1829–1907) ⚭ 1857 Sophia von Nassau (1836–1913)                                | Oskar II. König von Schweden 1872–1907 (1829–1907) ⚭ 1857 Sophia von Nassau (1836–1913)                                | Oskar II. König von Schweden 1872–1907 (1829–1907) ⚭ 1857 Sophia von Nassau (1836–1913)                                |  |  | Heinrich Moritz von Battenberg (1858–1896) ⚭ 1885 Beatrice von Großbritannien und Irland (1857–1944)                     | Heinrich Moritz von Battenberg (1858–1896) ⚭ 1885 Beatrice von Großbritannien und Irland (1857–1944)                     | Heinrich Moritz von Battenberg (1858–1896) ⚭ 1885 Beatrice von Großbritannien und Irland (1857–1944)                     | Heinrich Moritz von Battenberg (1858–1896) ⚭ 1885 Beatrice von Großbritannien und Irland (1857–1944)                     | Heinrich Moritz von Battenberg (1858–1896) ⚭ 1885 Beatrice von Großbritannien und Irland (1857–1944)                     | Heinrich Moritz von Battenberg (1858–1896) ⚭ 1885 Beatrice von Großbritannien und Irland (1857–1944)                     |  |  | Georg I. von Griechenland (1845–1913) ⚭ 1867 Olga Konstantinowna Romanowa (1851–1926)                                                     | Georg I. von Griechenland (1845–1913) ⚭ 1867 Olga Konstantinowna Romanowa (1851–1926)                                                     | Georg I. von Griechenland (1845–1913) ⚭ 1867 Olga Konstantinowna Romanowa (1851–1926)                                                     | Georg I. von Griechenland (1845–1913) ⚭ 1867 Olga Konstantinowna Romanowa (1851–1926)                                                     | Georg I. von Griechenland (1845–1913) ⚭ 1867 Olga Konstantinowna Romanowa (1851–1926)                                                     | Georg I. von Griechenland (1845–1913) ⚭ 1867 Olga Konstantinowna Romanowa (1851–1926)                                                     |  |  | | | | | | |  |  | Friedrich VIII. König von Dänemark 1906–1912 (1843–1912) ⚭ 1869 Louise von Schweden-Norwegen (1851–1926) | Friedrich VIII. König von Dänemark 1906–1912 (1843–1912) ⚭ 1869 Louise von Schweden-Norwegen (1851–1926) | Friedrich VIII. König von Dänemark 1906–1912 (1843–1912) ⚭ 1869 Louise von Schweden-Norwegen (1851–1926) | Friedrich VIII. König von Dänemark 1906–1912 (1843–1912) ⚭ 1869 Louise von Schweden-Norwegen (1851–1926) | Friedrich VIII. König von Dänemark 1906–1912 (1843–1912) ⚭ 1869 Louise von Schweden-Norwegen (1851–1926) | Friedrich VIII. König von Dänemark 1906–1912 (1843–1912) ⚭ 1869 Louise von Schweden-Norwegen (1851–1926) |  |  | | | | | | |  |  | | | | | | |  |  |  |  |  |  |  |  |  |  |  |  |  |  |  |  |  |  |  |  |  |  |  |  |  |  |  |  |  |  |  |  |  |  |  |  |  |  |  |  |  |  |  |  |  |  |  |  |  |  |  |  |  |  |
| Kaiser Friedrich III. 1888–1888 (1831–1888) ⚭ 1858 Victoria von Großbritannien und Irland (1840–1901)                       | Kaiser Friedrich III. 1888–1888 (1831–1888) ⚭ 1858 Victoria von Großbritannien und Irland (1840–1901)                       | Kaiser Friedrich III. 1888–1888 (1831–1888) ⚭ 1858 Victoria von Großbritannien und Irland (1840–1901)                       | Kaiser Friedrich III. 1888–1888 (1831–1888) ⚭ 1858 Victoria von Großbritannien und Irland (1840–1901)                       | Kaiser Friedrich III. 1888–1888 (1831–1888) ⚭ 1858 Victoria von Großbritannien und Irland (1840–1901)                       | Kaiser Friedrich III. 1888–1888 (1831–1888) ⚭ 1858 Victoria von Großbritannien und Irland (1840–1901)                       |  |  | Friedrich Franz II. (Mecklenburg) (1823–1883) ⚭ 1868 Marie von Schwarzburg-Rudolstadt (1850–1922)                | Friedrich Franz II. (Mecklenburg) (1823–1883) ⚭ 1868 Marie von Schwarzburg-Rudolstadt (1850–1922)                | Friedrich Franz II. (Mecklenburg) (1823–1883) ⚭ 1868 Marie von Schwarzburg-Rudolstadt (1850–1922)                | Friedrich Franz II. (Mecklenburg) (1823–1883) ⚭ 1868 Marie von Schwarzburg-Rudolstadt (1850–1922)                | Friedrich Franz II. (Mecklenburg) (1823–1883) ⚭ 1868 Marie von Schwarzburg-Rudolstadt (1850–1922)                | Friedrich Franz II. (Mecklenburg) (1823–1883) ⚭ 1868 Marie von Schwarzburg-Rudolstadt (1850–1922)                |  |  | Oskar II. König von Schweden 1872–1907 (1829–1907) ⚭ 1857 Sophia von Nassau (1836–1913)                                | Oskar II. König von Schweden 1872–1907 (1829–1907) ⚭ 1857 Sophia von Nassau (1836–1913)                                | Oskar II. König von Schweden 1872–1907 (1829–1907) ⚭ 1857 Sophia von Nassau (1836–1913)                                | Oskar II. König von Schweden 1872–1907 (1829–1907) ⚭ 1857 Sophia von Nassau (1836–1913)                                | Oskar II. König von Schweden 1872–1907 (1829–1907) ⚭ 1857 Sophia von Nassau (1836–1913)                                | Oskar II. König von Schweden 1872–1907 (1829–1907) ⚭ 1857 Sophia von Nassau (1836–1913)                                |  |  | Heinrich Moritz von Battenberg (1858–1896) ⚭ 1885 Beatrice von Großbritannien und Irland (1857–1944)                     | Heinrich Moritz von Battenberg (1858–1896) ⚭ 1885 Beatrice von Großbritannien und Irland (1857–1944)                     | Heinrich Moritz von Battenberg (1858–1896) ⚭ 1885 Beatrice von Großbritannien und Irland (1857–1944)                     | Heinrich Moritz von Battenberg (1858–1896) ⚭ 1885 Beatrice von Großbritannien und Irland (1857–1944)                     | Heinrich Moritz von Battenberg (1858–1896) ⚭ 1885 Beatrice von Großbritannien und Irland (1857–1944)                     | Heinrich Moritz von Battenberg (1858–1896) ⚭ 1885 Beatrice von Großbritannien und Irland (1857–1944)                     |  |  | Georg I. von Griechenland (1845–1913) ⚭ 1867 Olga Konstantinowna Romanowa (1851–1926)                                                     | Georg I. von Griechenland (1845–1913) ⚭ 1867 Olga Konstantinowna Romanowa (1851–1926)                                                     | Georg I. von Griechenland (1845–1913) ⚭ 1867 Olga Konstantinowna Romanowa (1851–1926)                                                     | Georg I. von Griechenland (1845–1913) ⚭ 1867 Olga Konstantinowna Romanowa (1851–1926)                                                     | Georg I. von Griechenland (1845–1913) ⚭ 1867 Olga Konstantinowna Romanowa (1851–1926)                                                     | Georg I. von Griechenland (1845–1913) ⚭ 1867 Olga Konstantinowna Romanowa (1851–1926)                                                     |  |  | | | | | | |  |  | Friedrich VIII. König von Dänemark 1906–1912 (1843–1912) ⚭ 1869 Louise von Schweden-Norwegen (1851–1926) | Friedrich VIII. König von Dänemark 1906–1912 (1843–1912) ⚭ 1869 Louise von Schweden-Norwegen (1851–1926) | Friedrich VIII. König von Dänemark 1906–1912 (1843–1912) ⚭ 1869 Louise von Schweden-Norwegen (1851–1926) | Friedrich VIII. König von Dänemark 1906–1912 (1843–1912) ⚭ 1869 Louise von Schweden-Norwegen (1851–1926) | Friedrich VIII. König von Dänemark 1906–1912 (1843–1912) ⚭ 1869 Louise von Schweden-Norwegen (1851–1926) | Friedrich VIII. König von Dänemark 1906–1912 (1843–1912) ⚭ 1869 Louise von Schweden-Norwegen (1851–1926) |  |  | | | | | | |  |  | | | | | | |  |  |  |  |  |  |  |  |  |  |  |  |  |  |  |  |  |  |  |  |  |  |  |  |  |  |  |  |  |  |  |  |  |  |  |  |  |  |  |  |  |  |  |  |  |  |  |  |  |  |  |  |  |  |
| | | | | | |  |  | | | | | | |  |  | | | | | | |  |  | | | | | | |  |  | | | | | | |  |  | | | | | | |  |  | | | | | | |  |  | | | | | | |  |  | | | | | | |  |  |  |  |  |  |  |  |  |  |  |  |  |  |  |  |  |  |  |  |  |  |  |  |  |  |  |  |  |  |  |  |  |  |  |  |  |  |  |  |  |  |  |  |  |  |  |  |  |  |  |  |  |  |
| Kaiser Wilhelm II. 1888–1918 (1859–1941) ⚭ 1881 Auguste Viktoria von Schleswig-Holstein-Sonderburg-Augustenburg (1858–1921) | Kaiser Wilhelm II. 1888–1918 (1859–1941) ⚭ 1881 Auguste Viktoria von Schleswig-Holstein-Sonderburg-Augustenburg (1858–1921) | Kaiser Wilhelm II. 1888–1918 (1859–1941) ⚭ 1881 Auguste Viktoria von Schleswig-Holstein-Sonderburg-Augustenburg (1858–1921) | Kaiser Wilhelm II. 1888–1918 (1859–1941) ⚭ 1881 Auguste Viktoria von Schleswig-Holstein-Sonderburg-Augustenburg (1858–1921) | Kaiser Wilhelm II. 1888–1918 (1859–1941) ⚭ 1881 Auguste Viktoria von Schleswig-Holstein-Sonderburg-Augustenburg (1858–1921) | Kaiser Wilhelm II. 1888–1918 (1859–1941) ⚭ 1881 Auguste Viktoria von Schleswig-Holstein-Sonderburg-Augustenburg (1858–1921) |  |  | Heinrich zu Mecklenburg (1876–1934) ⚭ 1901Wilhelmina Königin der Niederlande 1898–1948 (1880–1962)               | Heinrich zu Mecklenburg (1876–1934) ⚭ 1901Wilhelmina Königin der Niederlande 1898–1948 (1880–1962)               | Heinrich zu Mecklenburg (1876–1934) ⚭ 1901Wilhelmina Königin der Niederlande 1898–1948 (1880–1962)               | Heinrich zu Mecklenburg (1876–1934) ⚭ 1901Wilhelmina Königin der Niederlande 1898–1948 (1880–1962)               | Heinrich zu Mecklenburg (1876–1934) ⚭ 1901Wilhelmina Königin der Niederlande 1898–1948 (1880–1962)               | Heinrich zu Mecklenburg (1876–1934) ⚭ 1901Wilhelmina Königin der Niederlande 1898–1948 (1880–1962)               |  |  | Gustav V. König von Schweden 1907–1950 (1858–1950) ⚭ 1881 Viktoria von Baden (1862–1930)                               | Gustav V. König von Schweden 1907–1950 (1858–1950) ⚭ 1881 Viktoria von Baden (1862–1930)                               | Gustav V. König von Schweden 1907–1950 (1858–1950) ⚭ 1881 Viktoria von Baden (1862–1930)                               | Gustav V. König von Schweden 1907–1950 (1858–1950) ⚭ 1881 Viktoria von Baden (1862–1930)                               | Gustav V. König von Schweden 1907–1950 (1858–1950) ⚭ 1881 Viktoria von Baden (1862–1930)                               | Gustav V. König von Schweden 1907–1950 (1858–1950) ⚭ 1881 Viktoria von Baden (1862–1930)                               |  |  | Victoria Eugénie von Battenberg (1887–1969) ⚭ 1906 Alfons XIII. König von Spanien 1902–1931 (1886–1941)                  | Victoria Eugénie von Battenberg (1887–1969) ⚭ 1906 Alfons XIII. König von Spanien 1902–1931 (1886–1941)                  | Victoria Eugénie von Battenberg (1887–1969) ⚭ 1906 Alfons XIII. König von Spanien 1902–1931 (1886–1941)                  | Victoria Eugénie von Battenberg (1887–1969) ⚭ 1906 Alfons XIII. König von Spanien 1902–1931 (1886–1941)                  | Victoria Eugénie von Battenberg (1887–1969) ⚭ 1906 Alfons XIII. König von Spanien 1902–1931 (1886–1941)                  | Victoria Eugénie von Battenberg (1887–1969) ⚭ 1906 Alfons XIII. König von Spanien 1902–1931 (1886–1941)                  |  |  | Andreas von Griechenland (1882–1944) ⚭ 1903 Alice von Battenberg (1885–1969)                                                              | Andreas von Griechenland (1882–1944) ⚭ 1903 Alice von Battenberg (1885–1969)                                                              | Andreas von Griechenland (1882–1944) ⚭ 1903 Alice von Battenberg (1885–1969)                                                              | Andreas von Griechenland (1882–1944) ⚭ 1903 Alice von Battenberg (1885–1969)                                                              | Andreas von Griechenland (1882–1944) ⚭ 1903 Alice von Battenberg (1885–1969)                                                              | Andreas von Griechenland (1882–1944) ⚭ 1903 Alice von Battenberg (1885–1969)                                                              |  |  | Konstantin I. König von Griechenland 1913–1917, 1920–1922 (1868–1923) ⚭ 1889 Prinzessin Sophie von Preußen (1870–1932) | Konstantin I. König von Griechenland 1913–1917, 1920–1922 (1868–1923) ⚭ 1889 Prinzessin Sophie von Preußen (1870–1932) | Konstantin I. König von Griechenland 1913–1917, 1920–1922 (1868–1923) ⚭ 1889 Prinzessin Sophie von Preußen (1870–1932) | Konstantin I. König von Griechenland 1913–1917, 1920–1922 (1868–1923) ⚭ 1889 Prinzessin Sophie von Preußen (1870–1932) | Konstantin I. König von Griechenland 1913–1917, 1920–1922 (1868–1923) ⚭ 1889 Prinzessin Sophie von Preußen (1870–1932) | Konstantin I. König von Griechenland 1913–1917, 1920–1922 (1868–1923) ⚭ 1889 Prinzessin Sophie von Preußen (1870–1932) |  |  | Prinzessin Ingeborg von Dänemark (1878–1958) ⚭ 1897 Prinz Carl von Schweden (1861–1951)                  | Prinzessin Ingeborg von Dänemark (1878–1958) ⚭ 1897 Prinz Carl von Schweden (1861–1951)                  | Prinzessin Ingeborg von Dänemark (1878–1958) ⚭ 1897 Prinz Carl von Schweden (1861–1951)                  | Prinzessin Ingeborg von Dänemark (1878–1958) ⚭ 1897 Prinz Carl von Schweden (1861–1951)                  | Prinzessin Ingeborg von Dänemark (1878–1958) ⚭ 1897 Prinz Carl von Schweden (1861–1951)                  | Prinzessin Ingeborg von Dänemark (1878–1958) ⚭ 1897 Prinz Carl von Schweden (1861–1951)                  |  |  | Christian X. König von Dänemark und Island 1912–1947 (1870–1947) ⚭ 1898 Herzogin Alexandrine von Mecklenburg-Schwerin (1879–1952) | Christian X. König von Dänemark und Island 1912–1947 (1870–1947) ⚭ 1898 Herzogin Alexandrine von Mecklenburg-Schwerin (1879–1952) | Christian X. König von Dänemark und Island 1912–1947 (1870–1947) ⚭ 1898 Herzogin Alexandrine von Mecklenburg-Schwerin (1879–1952) | Christian X. König von Dänemark und Island 1912–1947 (1870–1947) ⚭ 1898 Herzogin Alexandrine von Mecklenburg-Schwerin (1879–1952) | Christian X. König von Dänemark und Island 1912–1947 (1870–1947) ⚭ 1898 Herzogin Alexandrine von Mecklenburg-Schwerin (1879–1952) | Christian X. König von Dänemark und Island 1912–1947 (1870–1947) ⚭ 1898 Herzogin Alexandrine von Mecklenburg-Schwerin (1879–1952) |  |  | Haakon VII. König von Norwegen 1905–1957 (1872–1957) ⚭ 1896 Prinzessin Maud von Großbritannien und Irland (1869–1938) | Haakon VII. König von Norwegen 1905–1957 (1872–1957) ⚭ 1896 Prinzessin Maud von Großbritannien und Irland (1869–1938) | Haakon VII. König von Norwegen 1905–1957 (1872–1957) ⚭ 1896 Prinzessin Maud von Großbritannien und Irland (1869–1938) | Haakon VII. König von Norwegen 1905–1957 (1872–1957) ⚭ 1896 Prinzessin Maud von Großbritannien und Irland (1869–1938) | Haakon VII. König von Norwegen 1905–1957 (1872–1957) ⚭ 1896 Prinzessin Maud von Großbritannien und Irland (1869–1938) | Haakon VII. König von Norwegen 1905–1957 (1872–1957) ⚭ 1896 Prinzessin Maud von Großbritannien und Irland (1869–1938) |  |  |  |  |  |  |  |  |  |  |  |  |  |  |  |  |  |  |  |  |  |  |  |  |  |  |  |  |  |  |  |  |  |  |  |  |  |  |  |  |  |  |  |  |  |  |  |  |  |  |  |  |  |  |
| Kaiser Wilhelm II. 1888–1918 (1859–1941) ⚭ 1881 Auguste Viktoria von Schleswig-Holstein-Sonderburg-Augustenburg (1858–1921) | Kaiser Wilhelm II. 1888–1918 (1859–1941) ⚭ 1881 Auguste Viktoria von Schleswig-Holstein-Sonderburg-Augustenburg (1858–1921) | Kaiser Wilhelm II. 1888–1918 (1859–1941) ⚭ 1881 Auguste Viktoria von Schleswig-Holstein-Sonderburg-Augustenburg (1858–1921) | Kaiser Wilhelm II. 1888–1918 (1859–1941) ⚭ 1881 Auguste Viktoria von Schleswig-Holstein-Sonderburg-Augustenburg (1858–1921) | Kaiser Wilhelm II. 1888–1918 (1859–1941) ⚭ 1881 Auguste Viktoria von Schleswig-Holstein-Sonderburg-Augustenburg (1858–1921) | Kaiser Wilhelm II. 1888–1918 (1859–1941) ⚭ 1881 Auguste Viktoria von Schleswig-Holstein-Sonderburg-Augustenburg (1858–1921) |  |  | Heinrich zu Mecklenburg (1876–1934) ⚭ 1901Wilhelmina Königin der Niederlande 1898–1948 (1880–1962)               | Heinrich zu Mecklenburg (1876–1934) ⚭ 1901Wilhelmina Königin der Niederlande 1898–1948 (1880–1962)               | Heinrich zu Mecklenburg (1876–1934) ⚭ 1901Wilhelmina Königin der Niederlande 1898–1948 (1880–1962)               | Heinrich zu Mecklenburg (1876–1934) ⚭ 1901Wilhelmina Königin der Niederlande 1898–1948 (1880–1962)               | Heinrich zu Mecklenburg (1876–1934) ⚭ 1901Wilhelmina Königin der Niederlande 1898–1948 (1880–1962)               | Heinrich zu Mecklenburg (1876–1934) ⚭ 1901Wilhelmina Königin der Niederlande 1898–1948 (1880–1962)               |  |  | Gustav V. König von Schweden 1907–1950 (1858–1950) ⚭ 1881 Viktoria von Baden (1862–1930)                               | Gustav V. König von Schweden 1907–1950 (1858–1950) ⚭ 1881 Viktoria von Baden (1862–1930)                               | Gustav V. König von Schweden 1907–1950 (1858–1950) ⚭ 1881 Viktoria von Baden (1862–1930)                               | Gustav V. König von Schweden 1907–1950 (1858–1950) ⚭ 1881 Viktoria von Baden (1862–1930)                               | Gustav V. König von Schweden 1907–1950 (1858–1950) ⚭ 1881 Viktoria von Baden (1862–1930)                               | Gustav V. König von Schweden 1907–1950 (1858–1950) ⚭ 1881 Viktoria von Baden (1862–1930)                               |  |  | Victoria Eugénie von Battenberg (1887–1969) ⚭ 1906 Alfons XIII. König von Spanien 1902–1931 (1886–1941)                  | Victoria Eugénie von Battenberg (1887–1969) ⚭ 1906 Alfons XIII. König von Spanien 1902–1931 (1886–1941)                  | Victoria Eugénie von Battenberg (1887–1969) ⚭ 1906 Alfons XIII. König von Spanien 1902–1931 (1886–1941)                  | Victoria Eugénie von Battenberg (1887–1969) ⚭ 1906 Alfons XIII. König von Spanien 1902–1931 (1886–1941)                  | Victoria Eugénie von Battenberg (1887–1969) ⚭ 1906 Alfons XIII. König von Spanien 1902–1931 (1886–1941)                  | Victoria Eugénie von Battenberg (1887–1969) ⚭ 1906 Alfons XIII. König von Spanien 1902–1931 (1886–1941)                  |  |  | Andreas von Griechenland (1882–1944) ⚭ 1903 Alice von Battenberg (1885–1969)                                                              | Andreas von Griechenland (1882–1944) ⚭ 1903 Alice von Battenberg (1885–1969)                                                              | Andreas von Griechenland (1882–1944) ⚭ 1903 Alice von Battenberg (1885–1969)                                                              | Andreas von Griechenland (1882–1944) ⚭ 1903 Alice von Battenberg (1885–1969)                                                              | Andreas von Griechenland (1882–1944) ⚭ 1903 Alice von Battenberg (1885–1969)                                                              | Andreas von Griechenland (1882–1944) ⚭ 1903 Alice von Battenberg (1885–1969)                                                              |  |  | Konstantin I. König von Griechenland 1913–1917, 1920–1922 (1868–1923) ⚭ 1889 Prinzessin Sophie von Preußen (1870–1932) | Konstantin I. König von Griechenland 1913–1917, 1920–1922 (1868–1923) ⚭ 1889 Prinzessin Sophie von Preußen (1870–1932) | Konstantin I. König von Griechenland 1913–1917, 1920–1922 (1868–1923) ⚭ 1889 Prinzessin Sophie von Preußen (1870–1932) | Konstantin I. König von Griechenland 1913–1917, 1920–1922 (1868–1923) ⚭ 1889 Prinzessin Sophie von Preußen (1870–1932) | Konstantin I. König von Griechenland 1913–1917, 1920–1922 (1868–1923) ⚭ 1889 Prinzessin Sophie von Preußen (1870–1932) | Konstantin I. König von Griechenland 1913–1917, 1920–1922 (1868–1923) ⚭ 1889 Prinzessin Sophie von Preußen (1870–1932) |  |  | Prinzessin Ingeborg von Dänemark (1878–1958) ⚭ 1897 Prinz Carl von Schweden (1861–1951)                  | Prinzessin Ingeborg von Dänemark (1878–1958) ⚭ 1897 Prinz Carl von Schweden (1861–1951)                  | Prinzessin Ingeborg von Dänemark (1878–1958) ⚭ 1897 Prinz Carl von Schweden (1861–1951)                  | Prinzessin Ingeborg von Dänemark (1878–1958) ⚭ 1897 Prinz Carl von Schweden (1861–1951)                  | Prinzessin Ingeborg von Dänemark (1878–1958) ⚭ 1897 Prinz Carl von Schweden (1861–1951)                  | Prinzessin Ingeborg von Dänemark (1878–1958) ⚭ 1897 Prinz Carl von Schweden (1861–1951)                  |  |  | Christian X. König von Dänemark und Island 1912–1947 (1870–1947) ⚭ 1898 Herzogin Alexandrine von Mecklenburg-Schwerin (1879–1952) | Christian X. König von Dänemark und Island 1912–1947 (1870–1947) ⚭ 1898 Herzogin Alexandrine von Mecklenburg-Schwerin (1879–1952) | Christian X. König von Dänemark und Island 1912–1947 (1870–1947) ⚭ 1898 Herzogin Alexandrine von Mecklenburg-Schwerin (1879–1952) | Christian X. König von Dänemark und Island 1912–1947 (1870–1947) ⚭ 1898 Herzogin Alexandrine von Mecklenburg-Schwerin (1879–1952) | Christian X. König von Dänemark und Island 1912–1947 (1870–1947) ⚭ 1898 Herzogin Alexandrine von Mecklenburg-Schwerin (1879–1952) | Christian X. König von Dänemark und Island 1912–1947 (1870–1947) ⚭ 1898 Herzogin Alexandrine von Mecklenburg-Schwerin (1879–1952) |  |  | Haakon VII. König von Norwegen 1905–1957 (1872–1957) ⚭ 1896 Prinzessin Maud von Großbritannien und Irland (1869–1938) | Haakon VII. König von Norwegen 1905–1957 (1872–1957) ⚭ 1896 Prinzessin Maud von Großbritannien und Irland (1869–1938) | Haakon VII. König von Norwegen 1905–1957 (1872–1957) ⚭ 1896 Prinzessin Maud von Großbritannien und Irland (1869–1938) | Haakon VII. König von Norwegen 1905–1957 (1872–1957) ⚭ 1896 Prinzessin Maud von Großbritannien und Irland (1869–1938) | Haakon VII. König von Norwegen 1905–1957 (1872–1957) ⚭ 1896 Prinzessin Maud von Großbritannien und Irland (1869–1938) | Haakon VII. König von Norwegen 1905–1957 (1872–1957) ⚭ 1896 Prinzessin Maud von Großbritannien und Irland (1869–1938) |  |  |  |  |  |  |  |  |  |  |  |  |  |  |  |  |  |  |  |  |  |  |  |  |  |  |  |  |  |  |  |  |  |  |  |  |  |  |  |  |  |  |  |  |  |  |  |  |  |  |  |  |  |  |
| | | | | | |  |  | Juliana Königin der Niederlande 1948–1980 (1909–2004) ⚭ 1937 Bernhard zur Lippe-Biesterfeld (1911–2004)          | Juliana Königin der Niederlande 1948–1980 (1909–2004) ⚭ 1937 Bernhard zur Lippe-Biesterfeld (1911–2004)          | Juliana Königin der Niederlande 1948–1980 (1909–2004) ⚭ 1937 Bernhard zur Lippe-Biesterfeld (1911–2004)          | Juliana Königin der Niederlande 1948–1980 (1909–2004) ⚭ 1937 Bernhard zur Lippe-Biesterfeld (1911–2004)          | Juliana Königin der Niederlande 1948–1980 (1909–2004) ⚭ 1937 Bernhard zur Lippe-Biesterfeld (1911–2004)          | Juliana Königin der Niederlande 1948–1980 (1909–2004) ⚭ 1937 Bernhard zur Lippe-Biesterfeld (1911–2004)          |  |  | Gustav VI. Adolf König von Schweden 1950–1973 (1882–1973) ⚭ 1905 Margaret of Connaught (1882–1920)                     | Gustav VI. Adolf König von Schweden 1950–1973 (1882–1973) ⚭ 1905 Margaret of Connaught (1882–1920)                     | Gustav VI. Adolf König von Schweden 1950–1973 (1882–1973) ⚭ 1905 Margaret of Connaught (1882–1920)                     | Gustav VI. Adolf König von Schweden 1950–1973 (1882–1973) ⚭ 1905 Margaret of Connaught (1882–1920)                     | Gustav VI. Adolf König von Schweden 1950–1973 (1882–1973) ⚭ 1905 Margaret of Connaught (1882–1920)                     | Gustav VI. Adolf König von Schweden 1950–1973 (1882–1973) ⚭ 1905 Margaret of Connaught (1882–1920)                     |  |  | Johann von Spanien (1913–1993) ⚭ 1935 Maria de las Mercedes von Neapel-Sizilien (1910–2000)                              | Johann von Spanien (1913–1993) ⚭ 1935 Maria de las Mercedes von Neapel-Sizilien (1910–2000)                              | Johann von Spanien (1913–1993) ⚭ 1935 Maria de las Mercedes von Neapel-Sizilien (1910–2000)                              | Johann von Spanien (1913–1993) ⚭ 1935 Maria de las Mercedes von Neapel-Sizilien (1910–2000)                              | Johann von Spanien (1913–1993) ⚭ 1935 Maria de las Mercedes von Neapel-Sizilien (1910–2000)                              | Johann von Spanien (1913–1993) ⚭ 1935 Maria de las Mercedes von Neapel-Sizilien (1910–2000)                              |  |  | Philip, Duke of Edinburgh (1921–2021) Philip MOUNTBATTEN von Griechenland und Dänemark ⚭ 1947 Königin Elisabeth II. 1952–2022 (1926–2022) | Philip, Duke of Edinburgh (1921–2021) Philip MOUNTBATTEN von Griechenland und Dänemark ⚭ 1947 Königin Elisabeth II. 1952–2022 (1926–2022) | Philip, Duke of Edinburgh (1921–2021) Philip MOUNTBATTEN von Griechenland und Dänemark ⚭ 1947 Königin Elisabeth II. 1952–2022 (1926–2022) | Philip, Duke of Edinburgh (1921–2021) Philip MOUNTBATTEN von Griechenland und Dänemark ⚭ 1947 Königin Elisabeth II. 1952–2022 (1926–2022) | Philip, Duke of Edinburgh (1921–2021) Philip MOUNTBATTEN von Griechenland und Dänemark ⚭ 1947 Königin Elisabeth II. 1952–2022 (1926–2022) | Philip, Duke of Edinburgh (1921–2021) Philip MOUNTBATTEN von Griechenland und Dänemark ⚭ 1947 Königin Elisabeth II. 1952–2022 (1926–2022) |  |  | Paul I. König von Griechenland 1947–1964 (1901–1964) ⚭ 1938 Prinzessin Friederike von Hannover (1917–1981)             | Paul I. König von Griechenland 1947–1964 (1901–1964) ⚭ 1938 Prinzessin Friederike von Hannover (1917–1981)             | Paul I. König von Griechenland 1947–1964 (1901–1964) ⚭ 1938 Prinzessin Friederike von Hannover (1917–1981)             | Paul I. König von Griechenland 1947–1964 (1901–1964) ⚭ 1938 Prinzessin Friederike von Hannover (1917–1981)             | Paul I. König von Griechenland 1947–1964 (1901–1964) ⚭ 1938 Prinzessin Friederike von Hannover (1917–1981)             | Paul I. König von Griechenland 1947–1964 (1901–1964) ⚭ 1938 Prinzessin Friederike von Hannover (1917–1981)             |  |  | Prinzessin Astrid von Schweden (1905–1935) ⚭ 1926 Leopold III. König der Belgier 1934–1951 (1901–1983)   | Prinzessin Astrid von Schweden (1905–1935) ⚭ 1926 Leopold III. König der Belgier 1934–1951 (1901–1983)   | Prinzessin Astrid von Schweden (1905–1935) ⚭ 1926 Leopold III. König der Belgier 1934–1951 (1901–1983)   | Prinzessin Astrid von Schweden (1905–1935) ⚭ 1926 Leopold III. König der Belgier 1934–1951 (1901–1983)   | Prinzessin Astrid von Schweden (1905–1935) ⚭ 1926 Leopold III. König der Belgier 1934–1951 (1901–1983)   | Prinzessin Astrid von Schweden (1905–1935) ⚭ 1926 Leopold III. König der Belgier 1934–1951 (1901–1983)   |  |  | Frederik IX. König von Dänemark 1947–1972 (1899–1972) ⚭ 1935 Prinzessin Ingrid von Schweden (1910–2000)                           | Frederik IX. König von Dänemark 1947–1972 (1899–1972) ⚭ 1935 Prinzessin Ingrid von Schweden (1910–2000)                           | Frederik IX. König von Dänemark 1947–1972 (1899–1972) ⚭ 1935 Prinzessin Ingrid von Schweden (1910–2000)                           | Frederik IX. König von Dänemark 1947–1972 (1899–1972) ⚭ 1935 Prinzessin Ingrid von Schweden (1910–2000)                           | Frederik IX. König von Dänemark 1947–1972 (1899–1972) ⚭ 1935 Prinzessin Ingrid von Schweden (1910–2000)                           | Frederik IX. König von Dänemark 1947–1972 (1899–1972) ⚭ 1935 Prinzessin Ingrid von Schweden (1910–2000)                           |  |  | Olav V. König von Norwegen 1957–1991 (1903–1991) ⚭ 1929 Prinzessin Märtha von Schweden (1901–1954)                    | Olav V. König von Norwegen 1957–1991 (1903–1991) ⚭ 1929 Prinzessin Märtha von Schweden (1901–1954)                    | Olav V. König von Norwegen 1957–1991 (1903–1991) ⚭ 1929 Prinzessin Märtha von Schweden (1901–1954)                    | Olav V. König von Norwegen 1957–1991 (1903–1991) ⚭ 1929 Prinzessin Märtha von Schweden (1901–1954)                    | Olav V. König von Norwegen 1957–1991 (1903–1991) ⚭ 1929 Prinzessin Märtha von Schweden (1901–1954)                    | Olav V. König von Norwegen 1957–1991 (1903–1991) ⚭ 1929 Prinzessin Märtha von Schweden (1901–1954)                    |  |  |  |  |  |  |  |  |  |  |  |  |  |  |  |  |  |  |  |  |  |  |  |  |  |  |  |  |  |  |  |  |  |  |  |  |  |  |  |  |  |  |  |  |  |  |  |  |  |  |  |  |  |  |
| | | | | | |  |  | Juliana Königin der Niederlande 1948–1980 (1909–2004) ⚭ 1937 Bernhard zur Lippe-Biesterfeld (1911–2004)          | Juliana Königin der Niederlande 1948–1980 (1909–2004) ⚭ 1937 Bernhard zur Lippe-Biesterfeld (1911–2004)          | Juliana Königin der Niederlande 1948–1980 (1909–2004) ⚭ 1937 Bernhard zur Lippe-Biesterfeld (1911–2004)          | Juliana Königin der Niederlande 1948–1980 (1909–2004) ⚭ 1937 Bernhard zur Lippe-Biesterfeld (1911–2004)          | Juliana Königin der Niederlande 1948–1980 (1909–2004) ⚭ 1937 Bernhard zur Lippe-Biesterfeld (1911–2004)          | Juliana Königin der Niederlande 1948–1980 (1909–2004) ⚭ 1937 Bernhard zur Lippe-Biesterfeld (1911–2004)          |  |  | Gustav VI. Adolf König von Schweden 1950–1973 (1882–1973) ⚭ 1905 Margaret of Connaught (1882–1920)                     | Gustav VI. Adolf König von Schweden 1950–1973 (1882–1973) ⚭ 1905 Margaret of Connaught (1882–1920)                     | Gustav VI. Adolf König von Schweden 1950–1973 (1882–1973) ⚭ 1905 Margaret of Connaught (1882–1920)                     | Gustav VI. Adolf König von Schweden 1950–1973 (1882–1973) ⚭ 1905 Margaret of Connaught (1882–1920)                     | Gustav VI. Adolf König von Schweden 1950–1973 (1882–1973) ⚭ 1905 Margaret of Connaught (1882–1920)                     | Gustav VI. Adolf König von Schweden 1950–1973 (1882–1973) ⚭ 1905 Margaret of Connaught (1882–1920)                     |  |  | Johann von Spanien (1913–1993) ⚭ 1935 Maria de las Mercedes von Neapel-Sizilien (1910–2000)                              | Johann von Spanien (1913–1993) ⚭ 1935 Maria de las Mercedes von Neapel-Sizilien (1910–2000)                              | Johann von Spanien (1913–1993) ⚭ 1935 Maria de las Mercedes von Neapel-Sizilien (1910–2000)                              | Johann von Spanien (1913–1993) ⚭ 1935 Maria de las Mercedes von Neapel-Sizilien (1910–2000)                              | Johann von Spanien (1913–1993) ⚭ 1935 Maria de las Mercedes von Neapel-Sizilien (1910–2000)                              | Johann von Spanien (1913–1993) ⚭ 1935 Maria de las Mercedes von Neapel-Sizilien (1910–2000)                              |  |  | Philip, Duke of Edinburgh (1921–2021) Philip MOUNTBATTEN von Griechenland und Dänemark ⚭ 1947 Königin Elisabeth II. 1952–2022 (1926–2022) | Philip, Duke of Edinburgh (1921–2021) Philip MOUNTBATTEN von Griechenland und Dänemark ⚭ 1947 Königin Elisabeth II. 1952–2022 (1926–2022) | Philip, Duke of Edinburgh (1921–2021) Philip MOUNTBATTEN von Griechenland und Dänemark ⚭ 1947 Königin Elisabeth II. 1952–2022 (1926–2022) | Philip, Duke of Edinburgh (1921–2021) Philip MOUNTBATTEN von Griechenland und Dänemark ⚭ 1947 Königin Elisabeth II. 1952–2022 (1926–2022) | Philip, Duke of Edinburgh (1921–2021) Philip MOUNTBATTEN von Griechenland und Dänemark ⚭ 1947 Königin Elisabeth II. 1952–2022 (1926–2022) | Philip, Duke of Edinburgh (1921–2021) Philip MOUNTBATTEN von Griechenland und Dänemark ⚭ 1947 Königin Elisabeth II. 1952–2022 (1926–2022) |  |  | Paul I. König von Griechenland 1947–1964 (1901–1964) ⚭ 1938 Prinzessin Friederike von Hannover (1917–1981)             | Paul I. König von Griechenland 1947–1964 (1901–1964) ⚭ 1938 Prinzessin Friederike von Hannover (1917–1981)             | Paul I. König von Griechenland 1947–1964 (1901–1964) ⚭ 1938 Prinzessin Friederike von Hannover (1917–1981)             | Paul I. König von Griechenland 1947–1964 (1901–1964) ⚭ 1938 Prinzessin Friederike von Hannover (1917–1981)             | Paul I. König von Griechenland 1947–1964 (1901–1964) ⚭ 1938 Prinzessin Friederike von Hannover (1917–1981)             | Paul I. König von Griechenland 1947–1964 (1901–1964) ⚭ 1938 Prinzessin Friederike von Hannover (1917–1981)             |  |  | Prinzessin Astrid von Schweden (1905–1935) ⚭ 1926 Leopold III. König der Belgier 1934–1951 (1901–1983)   | Prinzessin Astrid von Schweden (1905–1935) ⚭ 1926 Leopold III. König der Belgier 1934–1951 (1901–1983)   | Prinzessin Astrid von Schweden (1905–1935) ⚭ 1926 Leopold III. König der Belgier 1934–1951 (1901–1983)   | Prinzessin Astrid von Schweden (1905–1935) ⚭ 1926 Leopold III. König der Belgier 1934–1951 (1901–1983)   | Prinzessin Astrid von Schweden (1905–1935) ⚭ 1926 Leopold III. König der Belgier 1934–1951 (1901–1983)   | Prinzessin Astrid von Schweden (1905–1935) ⚭ 1926 Leopold III. König der Belgier 1934–1951 (1901–1983)   |  |  | Frederik IX. König von Dänemark 1947–1972 (1899–1972) ⚭ 1935 Prinzessin Ingrid von Schweden (1910–2000)                           | Frederik IX. König von Dänemark 1947–1972 (1899–1972) ⚭ 1935 Prinzessin Ingrid von Schweden (1910–2000)                           | Frederik IX. König von Dänemark 1947–1972 (1899–1972) ⚭ 1935 Prinzessin Ingrid von Schweden (1910–2000)                           | Frederik IX. König von Dänemark 1947–1972 (1899–1972) ⚭ 1935 Prinzessin Ingrid von Schweden (1910–2000)                           | Frederik IX. König von Dänemark 1947–1972 (1899–1972) ⚭ 1935 Prinzessin Ingrid von Schweden (1910–2000)                           | Frederik IX. König von Dänemark 1947–1972 (1899–1972) ⚭ 1935 Prinzessin Ingrid von Schweden (1910–2000)                           |  |  | Olav V. König von Norwegen 1957–1991 (1903–1991) ⚭ 1929 Prinzessin Märtha von Schweden (1901–1954)                    | Olav V. König von Norwegen 1957–1991 (1903–1991) ⚭ 1929 Prinzessin Märtha von Schweden (1901–1954)                    | Olav V. König von Norwegen 1957–1991 (1903–1991) ⚭ 1929 Prinzessin Märtha von Schweden (1901–1954)                    | Olav V. König von Norwegen 1957–1991 (1903–1991) ⚭ 1929 Prinzessin Märtha von Schweden (1901–1954)                    | Olav V. König von Norwegen 1957–1991 (1903–1991) ⚭ 1929 Prinzessin Märtha von Schweden (1901–1954)                    | Olav V. König von Norwegen 1957–1991 (1903–1991) ⚭ 1929 Prinzessin Märtha von Schweden (1901–1954)                    |  |  |  |  |  |  |  |  |  |  |  |  |  |  |  |  |  |  |  |  |  |  |  |  |  |  |  |  |  |  |  |  |  |  |  |  |  |  |  |  |  |  |  |  |  |  |  |  |  |  |  |  |  |  |
| | | | | | |  |  | Beatrix Königin der Niederlande 1980–2013 (* 1938) ⚭ 1966 Claus von Amsberg (1926–2002)                          | Beatrix Königin der Niederlande 1980–2013 (* 1938) ⚭ 1966 Claus von Amsberg (1926–2002)                          | Beatrix Königin der Niederlande 1980–2013 (* 1938) ⚭ 1966 Claus von Amsberg (1926–2002)                          | Beatrix Königin der Niederlande 1980–2013 (* 1938) ⚭ 1966 Claus von Amsberg (1926–2002)                          | Beatrix Königin der Niederlande 1980–2013 (* 1938) ⚭ 1966 Claus von Amsberg (1926–2002)                          | Beatrix Königin der Niederlande 1980–2013 (* 1938) ⚭ 1966 Claus von Amsberg (1926–2002)                          |  |  | Gustav Adolf Erbprinz von Schweden (1906–1947) ⚭ 1932 Sibylla von Sachsen-Coburg und Gotha (1908–1972)                 | Gustav Adolf Erbprinz von Schweden (1906–1947) ⚭ 1932 Sibylla von Sachsen-Coburg und Gotha (1908–1972)                 | Gustav Adolf Erbprinz von Schweden (1906–1947) ⚭ 1932 Sibylla von Sachsen-Coburg und Gotha (1908–1972)                 | Gustav Adolf Erbprinz von Schweden (1906–1947) ⚭ 1932 Sibylla von Sachsen-Coburg und Gotha (1908–1972)                 | Gustav Adolf Erbprinz von Schweden (1906–1947) ⚭ 1932 Sibylla von Sachsen-Coburg und Gotha (1908–1972)                 | Gustav Adolf Erbprinz von Schweden (1906–1947) ⚭ 1932 Sibylla von Sachsen-Coburg und Gotha (1908–1972)                 |  |  | Juan Carlos I. König von Spanien 1975–2014 (* 1938) ⚭ 1962 Sophia von Griechenland (* 1938)                              | Juan Carlos I. König von Spanien 1975–2014 (* 1938) ⚭ 1962 Sophia von Griechenland (* 1938)                              | Juan Carlos I. König von Spanien 1975–2014 (* 1938) ⚭ 1962 Sophia von Griechenland (* 1938)                              | Juan Carlos I. König von Spanien 1975–2014 (* 1938) ⚭ 1962 Sophia von Griechenland (* 1938)                              | Juan Carlos I. König von Spanien 1975–2014 (* 1938) ⚭ 1962 Sophia von Griechenland (* 1938)                              | Juan Carlos I. König von Spanien 1975–2014 (* 1938) ⚭ 1962 Sophia von Griechenland (* 1938)                              |  |  | König Charles III. seit 2022 (* 1948) ⚭ 1981 Diana Spencer (1961–1997)                                                                    | König Charles III. seit 2022 (* 1948) ⚭ 1981 Diana Spencer (1961–1997)                                                                    | König Charles III. seit 2022 (* 1948) ⚭ 1981 Diana Spencer (1961–1997)                                                                    | König Charles III. seit 2022 (* 1948) ⚭ 1981 Diana Spencer (1961–1997)                                                                    | König Charles III. seit 2022 (* 1948) ⚭ 1981 Diana Spencer (1961–1997)                                                                    | König Charles III. seit 2022 (* 1948) ⚭ 1981 Diana Spencer (1961–1997)                                                                    |  |  | König Konstantin II. von Griechenland 1964–1973 (1940–2023) ⚭ 1964 Prinzessin Anne-Marie von Dänemark (* 1946)         | König Konstantin II. von Griechenland 1964–1973 (1940–2023) ⚭ 1964 Prinzessin Anne-Marie von Dänemark (* 1946)         | König Konstantin II. von Griechenland 1964–1973 (1940–2023) ⚭ 1964 Prinzessin Anne-Marie von Dänemark (* 1946)         | König Konstantin II. von Griechenland 1964–1973 (1940–2023) ⚭ 1964 Prinzessin Anne-Marie von Dänemark (* 1946)         | König Konstantin II. von Griechenland 1964–1973 (1940–2023) ⚭ 1964 Prinzessin Anne-Marie von Dänemark (* 1946)         | König Konstantin II. von Griechenland 1964–1973 (1940–2023) ⚭ 1964 Prinzessin Anne-Marie von Dänemark (* 1946)         |  |  | Albert II. König der Belgier 1993–2013 (* 1934) ⚭ 1959 Paola Ruffo di Calabria (* 1937)                  | Albert II. König der Belgier 1993–2013 (* 1934) ⚭ 1959 Paola Ruffo di Calabria (* 1937)                  | Albert II. König der Belgier 1993–2013 (* 1934) ⚭ 1959 Paola Ruffo di Calabria (* 1937)                  | Albert II. König der Belgier 1993–2013 (* 1934) ⚭ 1959 Paola Ruffo di Calabria (* 1937)                  | Albert II. König der Belgier 1993–2013 (* 1934) ⚭ 1959 Paola Ruffo di Calabria (* 1937)                  | Albert II. König der Belgier 1993–2013 (* 1934) ⚭ 1959 Paola Ruffo di Calabria (* 1937)                  |  |  | Margrethe II. Königin von Dänemark (1972–2024) (* 1940) ⚭ 1967 Henri de Laborde de Monpezat (1934–2018)                           | Margrethe II. Königin von Dänemark (1972–2024) (* 1940) ⚭ 1967 Henri de Laborde de Monpezat (1934–2018)                           | Margrethe II. Königin von Dänemark (1972–2024) (* 1940) ⚭ 1967 Henri de Laborde de Monpezat (1934–2018)                           | Margrethe II. Königin von Dänemark (1972–2024) (* 1940) ⚭ 1967 Henri de Laborde de Monpezat (1934–2018)                           | Margrethe II. Königin von Dänemark (1972–2024) (* 1940) ⚭ 1967 Henri de Laborde de Monpezat (1934–2018)                           | Margrethe II. Königin von Dänemark (1972–2024) (* 1940) ⚭ 1967 Henri de Laborde de Monpezat (1934–2018)                           |  |  | Harald V. König von Norwegen seit 1991 (* 1937) ⚭ 1968 Sonja von Norwegen (* 1937)                                    | Harald V. König von Norwegen seit 1991 (* 1937) ⚭ 1968 Sonja von Norwegen (* 1937)                                    | Harald V. König von Norwegen seit 1991 (* 1937) ⚭ 1968 Sonja von Norwegen (* 1937)                                    | Harald V. König von Norwegen seit 1991 (* 1937) ⚭ 1968 Sonja von Norwegen (* 1937)                                    | Harald V. König von Norwegen seit 1991 (* 1937) ⚭ 1968 Sonja von Norwegen (* 1937)                                    | Harald V. König von Norwegen seit 1991 (* 1937) ⚭ 1968 Sonja von Norwegen (* 1937)                                    |  |  |  |  |  |  |  |  |  |  |  |  |  |  |  |  |  |  |  |  |  |  |  |  |  |  |  |  |  |  |  |  |  |  |  |  |  |  |  |  |  |  |  |  |  |  |  |  |  |  |  |  |  |  |
| | | | | | |  |  | Beatrix Königin der Niederlande 1980–2013 (* 1938) ⚭ 1966 Claus von Amsberg (1926–2002)                          | Beatrix Königin der Niederlande 1980–2013 (* 1938) ⚭ 1966 Claus von Amsberg (1926–2002)                          | Beatrix Königin der Niederlande 1980–2013 (* 1938) ⚭ 1966 Claus von Amsberg (1926–2002)                          | Beatrix Königin der Niederlande 1980–2013 (* 1938) ⚭ 1966 Claus von Amsberg (1926–2002)                          | Beatrix Königin der Niederlande 1980–2013 (* 1938) ⚭ 1966 Claus von Amsberg (1926–2002)                          | Beatrix Königin der Niederlande 1980–2013 (* 1938) ⚭ 1966 Claus von Amsberg (1926–2002)                          |  |  | Gustav Adolf Erbprinz von Schweden (1906–1947) ⚭ 1932 Sibylla von Sachsen-Coburg und Gotha (1908–1972)                 | Gustav Adolf Erbprinz von Schweden (1906–1947) ⚭ 1932 Sibylla von Sachsen-Coburg und Gotha (1908–1972)                 | Gustav Adolf Erbprinz von Schweden (1906–1947) ⚭ 1932 Sibylla von Sachsen-Coburg und Gotha (1908–1972)                 | Gustav Adolf Erbprinz von Schweden (1906–1947) ⚭ 1932 Sibylla von Sachsen-Coburg und Gotha (1908–1972)                 | Gustav Adolf Erbprinz von Schweden (1906–1947) ⚭ 1932 Sibylla von Sachsen-Coburg und Gotha (1908–1972)                 | Gustav Adolf Erbprinz von Schweden (1906–1947) ⚭ 1932 Sibylla von Sachsen-Coburg und Gotha (1908–1972)                 |  |  | Juan Carlos I. König von Spanien 1975–2014 (* 1938) ⚭ 1962 Sophia von Griechenland (* 1938)                              | Juan Carlos I. König von Spanien 1975–2014 (* 1938) ⚭ 1962 Sophia von Griechenland (* 1938)                              | Juan Carlos I. König von Spanien 1975–2014 (* 1938) ⚭ 1962 Sophia von Griechenland (* 1938)                              | Juan Carlos I. König von Spanien 1975–2014 (* 1938) ⚭ 1962 Sophia von Griechenland (* 1938)                              | Juan Carlos I. König von Spanien 1975–2014 (* 1938) ⚭ 1962 Sophia von Griechenland (* 1938)                              | Juan Carlos I. König von Spanien 1975–2014 (* 1938) ⚭ 1962 Sophia von Griechenland (* 1938)                              |  |  | König Charles III. seit 2022 (* 1948) ⚭ 1981 Diana Spencer (1961–1997)                                                                    | König Charles III. seit 2022 (* 1948) ⚭ 1981 Diana Spencer (1961–1997)                                                                    | König Charles III. seit 2022 (* 1948) ⚭ 1981 Diana Spencer (1961–1997)                                                                    | König Charles III. seit 2022 (* 1948) ⚭ 1981 Diana Spencer (1961–1997)                                                                    | König Charles III. seit 2022 (* 1948) ⚭ 1981 Diana Spencer (1961–1997)                                                                    | König Charles III. seit 2022 (* 1948) ⚭ 1981 Diana Spencer (1961–1997)                                                                    |  |  | König Konstantin II. von Griechenland 1964–1973 (1940–2023) ⚭ 1964 Prinzessin Anne-Marie von Dänemark (* 1946)         | König Konstantin II. von Griechenland 1964–1973 (1940–2023) ⚭ 1964 Prinzessin Anne-Marie von Dänemark (* 1946)         | König Konstantin II. von Griechenland 1964–1973 (1940–2023) ⚭ 1964 Prinzessin Anne-Marie von Dänemark (* 1946)         | König Konstantin II. von Griechenland 1964–1973 (1940–2023) ⚭ 1964 Prinzessin Anne-Marie von Dänemark (* 1946)         | König Konstantin II. von Griechenland 1964–1973 (1940–2023) ⚭ 1964 Prinzessin Anne-Marie von Dänemark (* 1946)         | König Konstantin II. von Griechenland 1964–1973 (1940–2023) ⚭ 1964 Prinzessin Anne-Marie von Dänemark (* 1946)         |  |  | Albert II. König der Belgier 1993–2013 (* 1934) ⚭ 1959 Paola Ruffo di Calabria (* 1937)                  | Albert II. König der Belgier 1993–2013 (* 1934) ⚭ 1959 Paola Ruffo di Calabria (* 1937)                  | Albert II. König der Belgier 1993–2013 (* 1934) ⚭ 1959 Paola Ruffo di Calabria (* 1937)                  | Albert II. König der Belgier 1993–2013 (* 1934) ⚭ 1959 Paola Ruffo di Calabria (* 1937)                  | Albert II. König der Belgier 1993–2013 (* 1934) ⚭ 1959 Paola Ruffo di Calabria (* 1937)                  | Albert II. König der Belgier 1993–2013 (* 1934) ⚭ 1959 Paola Ruffo di Calabria (* 1937)                  |  |  | Margrethe II. Königin von Dänemark (1972–2024) (* 1940) ⚭ 1967 Henri de Laborde de Monpezat (1934–2018)                           | Margrethe II. Königin von Dänemark (1972–2024) (* 1940) ⚭ 1967 Henri de Laborde de Monpezat (1934–2018)                           | Margrethe II. Königin von Dänemark (1972–2024) (* 1940) ⚭ 1967 Henri de Laborde de Monpezat (1934–2018)                           | Margrethe II. Königin von Dänemark (1972–2024) (* 1940) ⚭ 1967 Henri de Laborde de Monpezat (1934–2018)                           | Margrethe II. Königin von Dänemark (1972–2024) (* 1940) ⚭ 1967 Henri de Laborde de Monpezat (1934–2018)                           | Margrethe II. Königin von Dänemark (1972–2024) (* 1940) ⚭ 1967 Henri de Laborde de Monpezat (1934–2018)                           |  |  | Harald V. König von Norwegen seit 1991 (* 1937) ⚭ 1968 Sonja von Norwegen (* 1937)                                    | Harald V. König von Norwegen seit 1991 (* 1937) ⚭ 1968 Sonja von Norwegen (* 1937)                                    | Harald V. König von Norwegen seit 1991 (* 1937) ⚭ 1968 Sonja von Norwegen (* 1937)                                    | Harald V. König von Norwegen seit 1991 (* 1937) ⚭ 1968 Sonja von Norwegen (* 1937)                                    | Harald V. König von Norwegen seit 1991 (* 1937) ⚭ 1968 Sonja von Norwegen (* 1937)                                    | Harald V. König von Norwegen seit 1991 (* 1937) ⚭ 1968 Sonja von Norwegen (* 1937)                                    |  |  |  |  |  |  |  |  |  |  |  |  |  |  |  |  |  |  |  |  |  |  |  |  |  |  |  |  |  |  |  |  |  |  |  |  |  |  |  |  |  |  |  |  |  |  |  |  |  |  |  |  |  |  |
| | | | | | |  |  | Willem-Alexander König der Niederlande seit 2013 (* 1967) ⚭ 2002 Máxima der Niederlande (* 1971)                 | Willem-Alexander König der Niederlande seit 2013 (* 1967) ⚭ 2002 Máxima der Niederlande (* 1971)                 | Willem-Alexander König der Niederlande seit 2013 (* 1967) ⚭ 2002 Máxima der Niederlande (* 1971)                 | Willem-Alexander König der Niederlande seit 2013 (* 1967) ⚭ 2002 Máxima der Niederlande (* 1971)                 | Willem-Alexander König der Niederlande seit 2013 (* 1967) ⚭ 2002 Máxima der Niederlande (* 1971)                 | Willem-Alexander König der Niederlande seit 2013 (* 1967) ⚭ 2002 Máxima der Niederlande (* 1971)                 |  |  | Carl XVI. Gustaf König von Schweden seit 1973 (* 1946) ⚭ 1976 Silvia von Schweden (* 1943)                             | Carl XVI. Gustaf König von Schweden seit 1973 (* 1946) ⚭ 1976 Silvia von Schweden (* 1943)                             | Carl XVI. Gustaf König von Schweden seit 1973 (* 1946) ⚭ 1976 Silvia von Schweden (* 1943)                             | Carl XVI. Gustaf König von Schweden seit 1973 (* 1946) ⚭ 1976 Silvia von Schweden (* 1943)                             | Carl XVI. Gustaf König von Schweden seit 1973 (* 1946) ⚭ 1976 Silvia von Schweden (* 1943)                             | Carl XVI. Gustaf König von Schweden seit 1973 (* 1946) ⚭ 1976 Silvia von Schweden (* 1943)                             |  |  | Felipe VI. König von Spanien seit 2014 (* 1968) ⚭ 2004 Letizia von Spanien (* 1972)                                      | Felipe VI. König von Spanien seit 2014 (* 1968) ⚭ 2004 Letizia von Spanien (* 1972)                                      | Felipe VI. König von Spanien seit 2014 (* 1968) ⚭ 2004 Letizia von Spanien (* 1972)                                      | Felipe VI. König von Spanien seit 2014 (* 1968) ⚭ 2004 Letizia von Spanien (* 1972)                                      | Felipe VI. König von Spanien seit 2014 (* 1968) ⚭ 2004 Letizia von Spanien (* 1972)                                      | Felipe VI. König von Spanien seit 2014 (* 1968) ⚭ 2004 Letizia von Spanien (* 1972)                                      |  |  | William, Prinz von Wales (* 1982) ⚭ 2011 Catherine Middleton (* 1982)                                                                     | William, Prinz von Wales (* 1982) ⚭ 2011 Catherine Middleton (* 1982)                                                                     | William, Prinz von Wales (* 1982) ⚭ 2011 Catherine Middleton (* 1982)                                                                     | William, Prinz von Wales (* 1982) ⚭ 2011 Catherine Middleton (* 1982)                                                                     | William, Prinz von Wales (* 1982) ⚭ 2011 Catherine Middleton (* 1982)                                                                     | William, Prinz von Wales (* 1982) ⚭ 2011 Catherine Middleton (* 1982)                                                                     |  |  | | | | | | |  |  | Philippe, König der Belgier seit 2013 (* 1960) ⚭ 1999 Mathilde d’Udekem d’Acoz (* 1973)                  | Philippe, König der Belgier seit 2013 (* 1960) ⚭ 1999 Mathilde d’Udekem d’Acoz (* 1973)                  | Philippe, König der Belgier seit 2013 (* 1960) ⚭ 1999 Mathilde d’Udekem d’Acoz (* 1973)                  | Philippe, König der Belgier seit 2013 (* 1960) ⚭ 1999 Mathilde d’Udekem d’Acoz (* 1973)                  | Philippe, König der Belgier seit 2013 (* 1960) ⚭ 1999 Mathilde d’Udekem d’Acoz (* 1973)                  | Philippe, König der Belgier seit 2013 (* 1960) ⚭ 1999 Mathilde d’Udekem d’Acoz (* 1973)                  |  |  | Frederik X. König von Dänemark seit 2024 (* 1968) ⚭ 2004 Mary Elizabeth Donaldson (* 1972)                                        | Frederik X. König von Dänemark seit 2024 (* 1968) ⚭ 2004 Mary Elizabeth Donaldson (* 1972)                                        | Frederik X. König von Dänemark seit 2024 (* 1968) ⚭ 2004 Mary Elizabeth Donaldson (* 1972)                                        | Frederik X. König von Dänemark seit 2024 (* 1968) ⚭ 2004 Mary Elizabeth Donaldson (* 1972)                                        | Frederik X. König von Dänemark seit 2024 (* 1968) ⚭ 2004 Mary Elizabeth Donaldson (* 1972)                                        | Frederik X. König von Dänemark seit 2024 (* 1968) ⚭ 2004 Mary Elizabeth Donaldson (* 1972)                                        |  |  | | | | | | |  |  |  |  |  |  |  |  |  |  |  |  |  |  |  |  |  |  |  |  |  |  |  |  |  |  |  |  |  |  |  |  |  |  |  |  |  |  |  |  |  |  |  |  |  |  |  |  |  |  |  |  |  |  |